# Leópolis
Leópolis (en ucraniano: Львів, romanizado: Lviv, pronunciado /ˈʎʋiu̯/ⓘ, en polaco: Lwów, en alemán: Lemberg) es la ciudad más importante del oeste de Ucrania y la sexta más poblada del país; es centro administrativo de la óblast de Leópolis y centro histórico de la región de Galicia con una población de 717 510 habitantes. Es uno de los centros turísticos, culturales y educativos más importantes del país.
La ciudad fue fundada por el rey ruteno Daniel de Galicia entre los años 1231 y 1235, dentro del principado de Galicia-Volinia. Alrededor del año 1272 tras la invasión mongola de la Rus de Kiev, la ciudad se convirtió en la capital del Reino de Rutenia, el primer estado independiente de la nación rutena. Poco después de la muerte de Yuri Boleslav, Leópolis fue tomada por la dinastía Jagellón y se incorporó a la corona de Polonia, en 1356 la ciudad recibió el Derecho de Magdeburgo. Durante los años siguientes Leópolis fue un importante centro de comercio, tras caer bajo el dominio austriaco (su nombre era Lemberg en alemán) la ciudad se convirtió en un importante centro de movimientos nacionalistas ucranianos y polacos.
Después del colapso del Imperio austrohúngaro en otoño de 1918, Leópolis fue durante un corto período la capital de Ucrania Occidental, pero después de la guerra polaco-ucraniana y la guerra polaco-soviética, la ciudad fue incorporada a la Segunda República Polaca con el nombre de Lwów. En 1939 la ciudad fue tomada e incorporada en la RSS de Ucrania, tras la Batalla de Leópolis y siguiendo el Pacto Ribbentrop-Mólotov. Más tarde la ciudad fue ocupada por la Alemania nazi en la Operación Barbarroja, durante la Segunda Guerra Mundial. Después de la guerra, en la conferencia de Yalta de 1945 se acordó que el este de Galicia, incluida Leópolis, seguiría siendo parte de la RSS de Ucrania. En 1946 tuvo lugar un intercambio de población entre Polonia y la URSS, que junto con las secuelas de la guerra, tuvo un impacto significativo en la población polaca de Leópolis. Con la disolución de la Unión Soviética en 1991, Leópolis pasó a ser parte de la Ucrania independiente.
El centro histórico de Leópolis está declarado patrimonio de la humanidad por la Unesco. La ciudad tiene el mayor número de monumentos arquitectónicos de Ucrania, debido a ello, en 2009 la ciudad recibió el título de capital cultural de Ucrania. La ciudad ocupa periódicamente una posición de liderazgo en las calificaciones de atractivo turístico y de inversión.

## Nombre y simbología

### Nombre
El nombre de la ciudad en español, Leópolis, proviene del griego a través del francés Léopol y significa «ciudad de León» o «ciudad del león». El fundador de la ciudad, el rey Daniel de Galicia nombró así la ciudad en honor a su hijo, el príncipe León de Galicia.
El nombre Leópolis aparece en español a lo largo de los siglos, incluyendo entre otros muchos en las publicaciones de Sobrino (1744), de Sánchez de Haedo (1831), de Prampolini (1941), de Mayayo et al (2018), etc. La Gazeta de Madrid la cita en numerosas ocasiones durante el siglo XVII como Leopoli  En castellano, los traductores españoles de las instituciones de la Unión Europea se decantaron en 2017 por el tradicional nombre hispano Leópolis.
Los archivos municipales más antiguos de Leópolis, de los s. xiv-xv, se refieren a sí misma como Leopolis, en latín. Según cambiaba de manos la ciudad ha sido conocida históricamente en idiomas foráneos por varios nombres extranjeros: en ruso, «Lvov»; en polaco, «Lwów»; o en alemán, «Lemberg»; pero su nombre local en ucraniano es Львів - L'viv, pronunciado lʲwiu̯ⓘ.

### Simbología
El escudo, la bandera y el logotipo de Leópolis son los símbolos aprobados oficialmente por el ayuntamiento de Leópolis. Los nombres o imágenes de monumentos arquitectónicos e históricos también se consideran los símbolos de la ciudad por el estatuto de Leópolis.

El escudo se basa en el sello de la ciudad de mediados del siglo XIV, una puerta de piedra con tres torres en cuya abertura camina un león dorado. La bandera de Leópolis es una pancarta cuadrada azul con el escudo y triángulos amarillos y azules en los bordes. El logotipo utilizado para el turismo es una imagen de cinco torres coloridas y el lema en inglés Lviv open to the world, que significa en español «Leópolis, abierta al mundo». La frase en latín Semper fidelis (Siempre fiel) se usó como lema en el antiguo escudo entre 1936 y 1939, pero ya no se usó después de la Segunda Guerra Mundial.

Escudo
Bandera
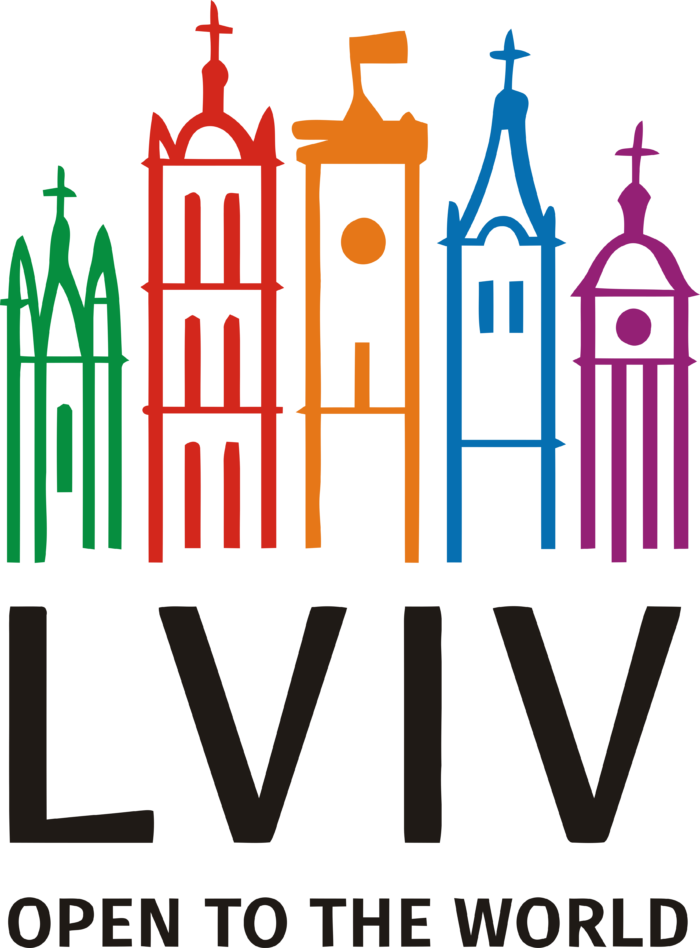
Logotipo turístico en idioma inglés

## Historia
| Pertenencias históricas |
| - Rus de Kiev: 1231-1256 (fundación) - Principado de Galicia y Volinia: hasta 1253 —————————————————————— - Reino de Rutenia: 1256-1349 —————————————————————— - Dinastía Jagellón: 1349-1569 - Corona de Polonia: desde 1385 —————————————————————— - Mancomunidad: 1569-1772 - Corona de Polonia —————————————————————— - Imperio Habsburgo: 1772-1918 - Archiducado de Austria: hasta 1867 - Reino de Galicia y Lodomeria - 'Imperio austrohúngaro': desde 1867 - Provincia autónoma de Galicia —————————————————————— - Ucrania Occidental: 1918-1919 - Tiradores del Sich —————————————————————— - República Popular Ucraniana: 1919 —————————————————————— - Segunda República Polaca: 1919-1939 —————————————————————— - 'Unión Soviética': 1939-1991 - RSS de Ucrania: 1939-1941 - Ocupación nazi: 1941-1944 - RSS de Ucrania: 1944-1991 —————————————————————— - Ucrania: desde 1991 |

### Rus de Kiev

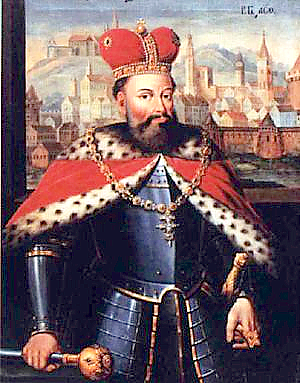
León I de Galicia

Leópolis fue fundada alrededor del año 1250 dentro de la Rus de Kiev, en el principado de Galicia y Volinia por Daniel de Galicia, uno de los principados eslavos que expandió la Rus de Kiev. La ciudad fue nombrada en honor de su hijo León I de Galicia y apareció por primera vez en la Crónica de Galicia y Volinia de 1256, en el momento de su fundación la ciudad era conocida en antiguo eslavo como Lvihorod, que coincide con el nombre de otras ciudades ucranianas como Myrhorod, Novhorod y Bilhorod. La ciudad pronto se convertiría en un importante centro de comercio.
Tras la desintegración de la Rus de Kiev por la invasión mongola, el principado de Galicia y Volinia se convirtió en el reino de Rutenia tras la coronación de Daniel de Galicia en 1256.

### Reino de Rutenia
Cinco años tras la coronación de Daniel de Galicia, los mongoles avanzaron y Leópolis fue invadida en 1261. Varias fuentes[¿cuál?] relatan los hechos, que van desde la destrucción del castillo hasta la destrucción total de la ciudad, todas las fuentes[¿cuál?] coinciden en que fue por orden del general mongol Boroldai. La crónica gáulico-volinia afirma que el general mongol a cambio de la paz ordenó destruir sus propios castillos a los dirigentes rutenos.
Después de la muerte de Daniel de Galicia, el rey Lev reconstruyó la ciudad en 1270 eligiéndola como su residencia y la convirtió en la capital del reino de Rutenia. La ciudad creció rápidamente debido a la inmigración de polacos de Cracovia, después de haber sufrido una hambruna generalizada allí. En el siglo xiii, Leópolis era en gran parte una ciudad de madera, a excepción de sus varias iglesias de piedra, algunas de ellas, como la Iglesia de San Nicolás, han sobrevivido hasta el día de hoy.

### Guerras de sucesión
Durante las guerras por la sucesión del Reino de Rutenia, en 1339 el rey Casimiro III de Polonia emprendió una expedición y conquistó Leópolis en 1340, quemando el antiguo castillo. Polonia finalmente tomó el control de Leópolis y la región adyacente en 1349, a partir de ese momento, la población fue sometida a intentos de polonización y catolicización. Leópolis fue devastada por los lituanos en 1351 y saqueada y destruida por el príncipe Demetrio Liubartas en 1353. Casimiro III reconstruyó el centro de la ciudad en una cuenca, la rodeó de muros y reemplazó el palacio de madera por un castillo de piedra. El antiguo asentamiento construido por los rutenos, se conoció como el suburbio de Cracovia.
En 1356, Casimiro III trajo a más población alemana y en siete años otorgó los derechos de Magdeburgo, lo que implicaba que todos los asuntos de la ciudad debían ser resueltos por un consejo elegido por los ciudadanos ricos. En 1358, la ciudad se convirtió en sede de la arquidiócesis católica de Leópolis, lo que inició la expansión de la Iglesia católica en las tierras rutenas.
Después de la muerte de Casimiro III en 1370, fue sucedido como rey de Polonia por su sobrino, el rey Luis I de Hungría, quien en 1372 puso a Leópolis bajo la administración de su pariente Vladislao II de Opole. Cuando en 1387 Vladislao II se retiró del cargo de su gobernador, Rutenia fue ocupada por los húngaros. La hija menor de Luis I de Hungría, se casó con Vladislao II de Jagellón, lo que incorporó Leópolis en la dinastía Jagellón, dentro de la creada corona de Polonia en 1385.

### Corona de Polonia

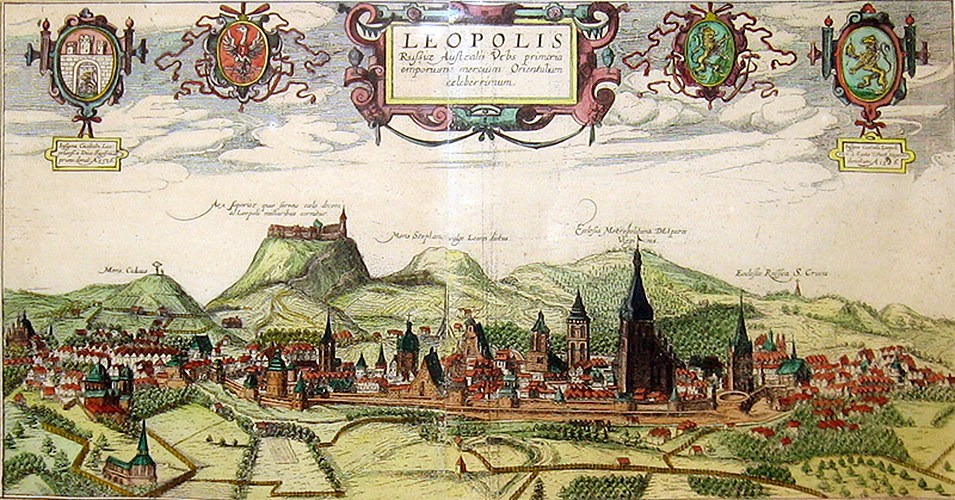
Leópolis en una litografía de 1618

La prosperidad de la ciudad durante los siglos siguientes se debe a los privilegios comerciales otorgados por el rey Casimiro III de Polonia, la reina Eduviges I de Polonia y otros reyes polacos. En 1412 la ciudad se convirtió en sede de la arquidiócesis católica, que desde 1375 había pertenecido a Galicia. En 1444 se le concedió el derecho básico, lo que se tradujo en una creciente prosperidad de la ciudad, ya que se convirtió en uno de los centros comerciales más importantes en las rutas comerciales entre Europa Central y la región del mar Negro. Se transformó también en una de las fortalezas principales del Reino de Polonia.

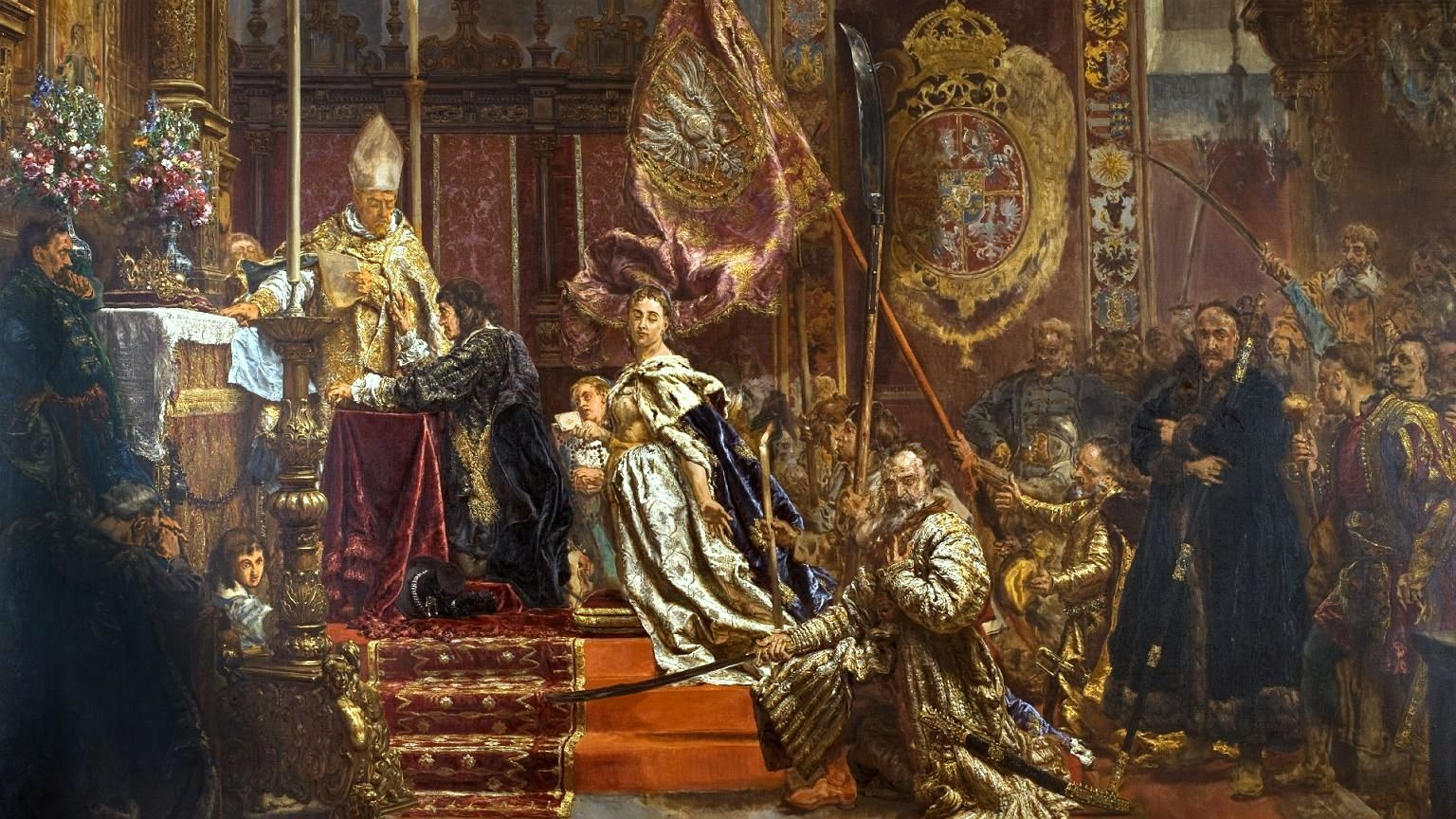
Una pintura de Jan Matejko del rey Juan Casimiro II jurando lealtad en la Catedral Latina de Leópolis. Colección del Museo de Breslavia.

La ciudad presenció diversas revoluciones de los cosacos ucranianos, cuando los príncipes aristócratas dejaron de respetar los pactos de Lublin. Durante el siglo XVII la revolución de Bogdán Jmelnitski consiguió reunir las ramas rutenas y crear un Estado independiente de polacos y rusos, en 1648 un ejército de cosacos y tártaros de Crimea tomaron Leópolis. La ciudad no fue destruida debido a su belleza y al hecho de que Bogdán Jmelnitski, el líder de la revolución, había estudiado allí y no quería verla arruinada. Los cosacos se retiraron en dirección oeste hacia Zamość, después de cobrar 250 000 ducados a cambio de su liberación. Leópolis fue así la única gran ciudad en Polonia que no fue destruida por los cosacos ucranianos.
En 1672 la ciudad fue asediada por los otomanos, que no pudieron conquistarla. Leópolis fue capturada por primera vez por un ejército extranjero en 1704 cuando las tropas suecas al mando del rey Carlos XII entraron en la ciudad después de un breve asedio. Enrique Sienkiewicz escribió una novela llamada A sangre y fuego, que expresa la anárquico y la ruina de esta época en la historia de Polonia.

### Imperio Habsburgo
En 1772, tras la Primera partición de Polonia, la Monarquía de los Habsburgo anexó la región a la Partición austríaca. Conocida en alemán como Lemberg, Leópolis se convirtió en la capital del Reino de Galicia y Lodomeria. Leópolis creció dramáticamente durante el siglo XIX, aumentando su población de aproximadamente 30 000 en el momento de la anexión de Austria en 1772 a 213 000 en 1913. A finales del siglo XVIII y principios del XIX, una gran afluencia de burócratas austríacos y checos de habla alemana le dio a la ciudad un estilo arquitectónico en la década de 1840 que era bastante austríaco.
En 1773 comenzó a publicarse el primer periódico de Lemberg, Gazette de Leopoli. En 1784, se abrió una universidad de lengua latina con audiciones en alemán, polaco e incluso ruteno; después de cerrar de nuevo en 1805, se reabrió en 1817. En 1825, el alemán se convirtió en el único idioma de enseñanza.
Durante el siglo XIX, la administración austriaca intentó germanizar las instituciones educativas y gubernamentales de la ciudad. Se cerraron muchas organizaciones culturales que no tenían una orientación pro-alemana. Después de las revoluciones de 1848, el idioma de instrucción en la universidad pasó del alemán para incluir el ucraniano y el polaco. Por esa época, se desarrolló un cierto sociolecto en la ciudad conocido como dialecto Lwów. Considerado como un tipo de dialecto polaco, tiene sus raíces en muchos otros idiomas además del polaco. En 1853, Ignacy Łukasiewicz y Jan Zeh introdujeron las lámparas de queroseno para el alumbrado público. Luego, en 1858, se actualizaron a lámparas de gas y en 1900 a las lámparas eléctricas.
Después del llamado Ausgleich de febrero de 1867, el Imperio austríaco se reformó en el imperio austrohúngaro y comenzó un proceso lento pero constante de liberalización del dominio austríaco en Galicia. Desde 1873, Galicia fue de facto una provincia autónoma de Austria-Hungría con el polaco y el ruteno como idiomas oficiales. Se detuvo la germanización y también se levantó la censura. Galicia estaba sujeta a la parte austriaca de la monarquía dual, pero la Sejm gallega y la administración provincial, ambas establecidas en Leópolis, tenían amplios privilegios y prerrogativas, especialmente en educación, cultura y asuntos locales. La ciudad comenzó a crecer rápidamente, convirtiéndose en la cuarta más grande de Austria-Hungría, según el censo de 1910. Se erigieron muchos edificios públicos Belle Époque y casas comunales, con muchos de los edificios del período austríaco, como el Teatro de Ópera y Ballet, construido en un estilo neo-renacentista vienés.
Según el censo austríaco de 1910, que enumeraba la religión y el idioma, el 51% de la población de la ciudad eran católicos de la Iglesia latina, el 28% judíos y el 19% católicos pertenecientes a la Iglesia greco-católica ucraniana. Lingüísticamente, el 86% de la población de la ciudad usa el idioma polaco y el 11% prefiere el ruteno (ucraniano).
Leópolis se convirtió en la ciudad donde famosos escritores ucranianos como Iván Frankó publicaban sus obras. Fue un centro de renacimiento cultural ucraniano. La ciudad también albergaba las instituciones ucranianas más grandes e influyentes del mundo, incluida la sociedad Prosvita, dedicada a difundir la alfabetización en el idioma ucraniano; la Sociedad Científica Shevchenko; la Compañía de Seguros Dniester; y la base del movimiento cooperativo ucraniano; y sirvió como sede de la Iglesia católica ucraniana. Leópolis fue también un importante centro de la cultura judía, en particular como centro de la lengua yiddish, y allí se imprimió el primer diario en lengua yiddish del mundo, el Lemberger Togblat, publicado en 1904.
En la I Guerra Mundial se libraron encarnizadas batallas en la ciudad y sus alrededores. Fue ocupada por Rusia en 1914 y 1915. El gobierno de la República Popular de Ucrania Occidental se estableció en la ciudad a finales de 1918.

### Guerra polaco-ucraniana
Después del colapso de la monarquía de los Habsburgo al final de la Primera Guerra Mundial, Leópolis se convirtió en un campo de batalla entre la población polaca local y los Fusileros ucranianos de Sich. Ambas naciones reclamaban la ciudad como parte los nuevos estados que en ese momento se estaban formando. En la noche del 31 de octubre de 1918 se proclamó la República Popular de Ucrania Occidental con Leópolis como su capital. Cerca de 2 300 fusileros ucranianos del Sich, que anteriormente habían sido un cuerpo del ejército austríaco, intentaron tomar Leópolis. La mayoría polaca de la ciudad se opuso a la declaración de Ucrania y luchó contra las tropas ucranianas. La mitad de las bajas de los defensores de la ciudad fueron colegiales y universitarios, inmortalizados en la pintura La batalla de Leópolis de Wojciech Kossak.
Las fuerzas ucranianas se retiraron de Leópolis el 21 de noviembre de 1918, después de lo cual los soldados polacos comenzaron a saquear y quemar gran parte de los barrios judíos y ucranianos de la ciudad, matando aproximadamente a 340 civiles. Los tiradores del Sich asediaron la ciudad y más tarde se unieron al ejército ucraniano de Galicia. Las fuerzas polacas ayudadas por la Segunda República Polaca y el Ejército Azul de Francia liberaron la ciudad del asedio en mayo de 1919 forzando a las tropas ucranianas a retroceder hacia el este.
Los intentos de la Entente de cesar las hostilidades y llegar a un compromiso fueron inútiles y la guerra entre Polonia y Ucrania Occidental continuó. A pesar de la unificación de Ucrania y Ucrania Occidental en el acta de Zluky, la República Popular Ucraniana no pudo proporcionar tropas para respaldar al ejército ucraniano de Galicia, debido a que tenía otro frente abierto al este contra el ejército bolchevique, por lo que las últimas fuerzas del ejército de Galicia se retiraron al este del río Zbruch en julio de 1919. La frontera sobre el río Zbruch se confirmó en el Tratado de Varsovia, cuando en abril de 1920 el mariscal de campo Pilsudski firmó un acuerdo con Simón Petliura, donde se acordó que a cambio de apoyo militar contra los bolcheviques la República Popular Ucraniana renunciaba a sus pretensiones sobre los territorios del Este de Galicia, en la cual se incluía Leópolis.
En agosto de 1920, Leópolis fue atacada por el Ejército Rojo bajo el mando de Aleksandr Yegórov y Stalin durante la guerra polaco-soviética, pero la ciudad repelió el ataque.
El 23 de febrero de 1921, el consejo de la Liga de las Naciones declaró que Galicia (incluida la ciudad) se encontraba fuera del territorio de Polonia y que Polonia no tenía el mandato para establecer el control administrativo en la región. El 14 de marzo de 1923, el Consejo de Embajadores decidió que Galicia se incorporaría a Polonia con la condición de que Polonia reconociese que las condiciones etnográficas requieren un régimen autónomo en la parte oriental de Galicia para las minorías de judíos y ucranianos. Esta condición nunca fue cumplida por el gobierno polaco, a pesar de ello Galicia fue reconocida internacionalmente como parte del estado polaco a finales de 1923.

### Período de entreguerras

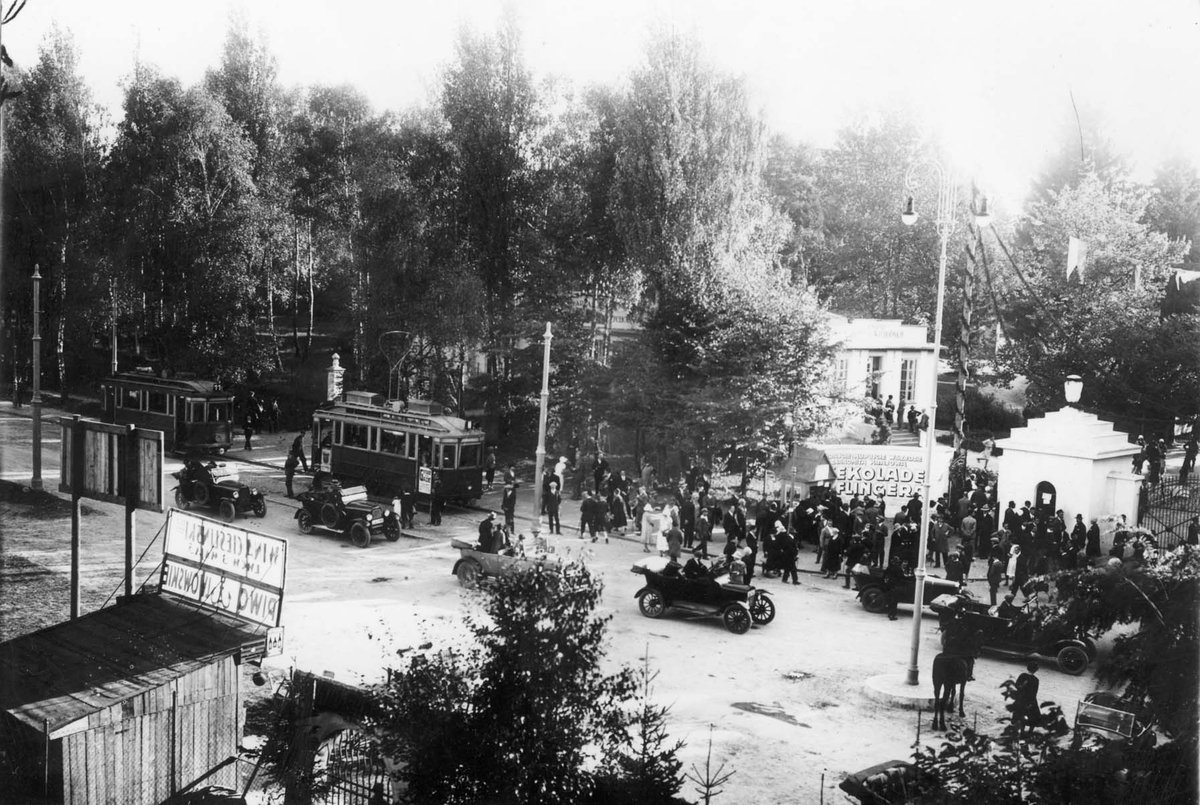
Targi Wschodnie

En el período de entreguerras, Leópolis era la tercera ciudad más poblada de Polonia, después de Varsovia y Łódź, y se convirtió en la sede del Voivodato de Leópolis. Inmediatamente después de Varsovia, era el segundo centro cultural y académico más importante de la Polonia de entreguerras. La ubicación geográfica de Leópolis le otorgó un papel importante para estimular el comercio internacional y fomentar el desarrollo económico de la ciudad y de Polonia. En 1921 se estableció una importante feria comercial llamada «Targi Wschodnie».
Si bien alrededor de dos tercios de los habitantes de la ciudad eran polacos, la parte oriental del Voivodato de Leópolis tenía una mayoría de población ucraniana principalmente en áreas rurales. Aunque las autoridades polacas fueron internacionalmente obligadas a otorgar autonomía a Galicia Oriental (incluida la creación de una universidad ucraniana separada en Leópolis), esto no se cumplió. El gobierno polaco cerró muchas escuelas ucranianas que funcionaban durante el dominio austríaco y cerró departamentos ucranianos en la Universidad de Leópolis con la excepción de uno. Antes de la Segunda Guerra Mundial Leópolis también tenía una gran comunidad judía que constituía aproximadamente una cuarta parte de la población.
A diferencia de la época austríaca, cuando el tamaño y el número de desfiles públicos u otras expresiones culturales correspondían a la población relativa de cada grupo cultural, el gobierno polaco enfatizó la naturaleza polaca de la ciudad y las exhibiciones públicas limitadas de la cultura judía y ucraniana. Los desfiles militares y las conmemoraciones de batallas eran comunes, conmemorando a las fuerzas polacas que lucharon contra los ucranianos en 1918.
Muchos edificios en la parte antigua de la ciudad son ejemplos de la arquitectura polaca, que floreció en Leópolis después de la apertura de la Escuela Politécnica, la primera academia técnica de educación superior en tierras polacas. La escuela politécnica educó a generaciones de arquitectos que fueron influyentes en todo el país. Por ejemplo: los edificios principales del Politécnico de Leópolis, la Universidad de Leópolis, la estación de tren de Leópolis o el Palacio Potocki. Durante el período de entreguerras, Leópolis se esforzó por convertirse en una metrópoli moderna, por lo que los arquitectos experimentaron con el modernismo. Fue el período de mayor crecimiento de la ciudad, por lo que se pueden encontrar muchos ejemplos de arquitectura de esta época en la ciudad. Los ejemplos incluyen el edificio principal de la Academia de Comercio de Leópolis, el segundo edificio de Sprecher o edificio de Instalaciones eléctricas de la ciudad.

### Segunda Guerra Mundial

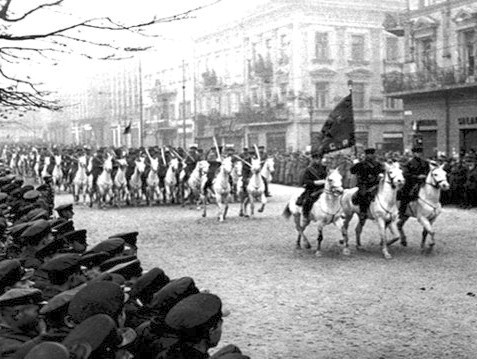
Caballería soviética por las calles de Leópolis en 1939

En la invasión soviética de Polonia de 1939, las tropas soviéticas se apoderaron de la ciudad el 22 de septiembre de 1939 al comienzo de la II Guerra Mundial, y más tarde la ocupó el ejército alemán desde el 30 de junio de 1941 al 27 de julio de 1944, cuando fue retomada por el ejército soviético. En la primera fase del conflicto, antes de la intervención soviética, el general Maczek dirigió a la 10.ª Brigada de Caballería Motorizada polaca que defendía la ciudad contra la 2.ª División Acorazada alemana. 

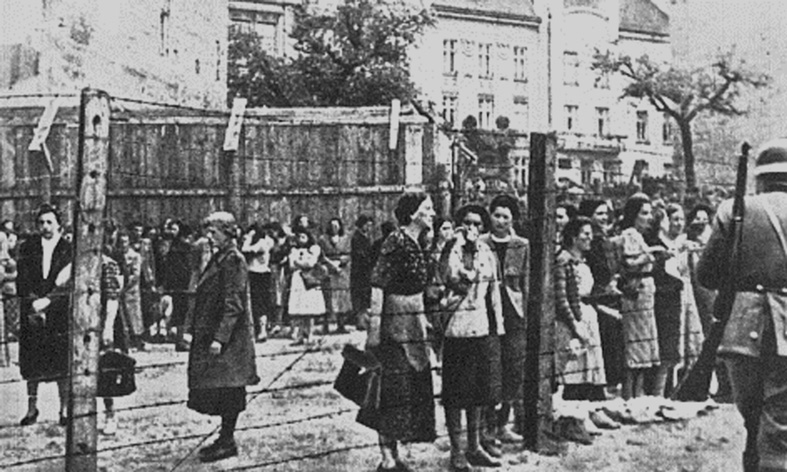
Gueto de Leópolis

Se estableció el gueto de Leópolis. A los 110 000 judíos que había a comienzos de la guerra se les habían sumado unos 100 000 refugiados. En junio de 1941 empezó una serie de matanzas y los pogromos de Leópolis dirigidas por el Einsatzgruppe C. Al tiempo, las autoridades nacionalsocialistas crearon un campo de trabajos forzados, Janowska, de donde fueron siendo sacados los más débiles para su exterminio. 200 000 fueron directamente ejecutados en las proximidades del campo y decenas de miles fueron enviados al campo de exterminio de Belzec. Durante la liquidación del campo, en 1943, fueron asesinados también muchos judíos, sobreviviendo unos pocos en el alcantarillado. Cuando los soviéticos entraron en la ciudad el 26 de julio de 1944, entre 200 y 900 judíos quedaban en la ciudad (823 de acuerdo con el Jewish Provisional Committee). Uno de sus más famosos residentes fue Simon Wiesenthal, deportado primero a Janowska y luego a Buchenwald y Mauthausen. La ocupación alemana y el Holocausto supusieron el fin de la comunidad judía leopolitana tal como había existido desde el siglo XIV. La sinagoga de la Rosa Dorada, construida en 1582, fue volada por los alemanes en 1942. La prensa judía desapareció (el diario judío en polaco Chwila, principal medio de la comunidad, desapareció el 10 de septiembre de 1939).

### Unión Soviética
En febrero de 1946, Leópolis se convirtió en parte de la Unión Soviética dentro de la RSS de Ucrania. Según diversas estimaciones, Leópolis perdió entre el 80% y el 90% de su población en comparación a antes de la Segunda Guerra Mundial. La expulsión de Leópolis de la población polaca por el Ejército Insurgente Ucraniano, el Holocausto y la migración de la población ucraniana alteraron la composición étnica de la ciudad.
En las décadas de 1950 y 1960, la ciudad se expandió tanto en población como en tamaño, principalmente debido al rápido crecimiento de la base industrial de la ciudad. Debido a la lucha contra las formaciones guerrilleras del Ejército Insurgente de Ucrania, la ciudad obtuvo un apodo con una connotación negativa de «Banderstadt» o ciudad de Stepán Bandera. Se agregó el sufijo alemán para ciudad stadt en lugar del ruso grad para hacer referencia al nazismo. A lo largo de los años, los residentes de la ciudad encontraron esto tan ridículo que incluso las personas que no estaban familiarizadas con Bandera lo aceptaron como un sarcasmo en referencia a la percepción soviética del oeste de Ucrania. En el período de liberalización del sistema soviético en la década de 1980, la ciudad se convirtió en el centro de movimientos políticos que abogaban por la independencia de Ucrania de la URSS.

### Ucrania independiente

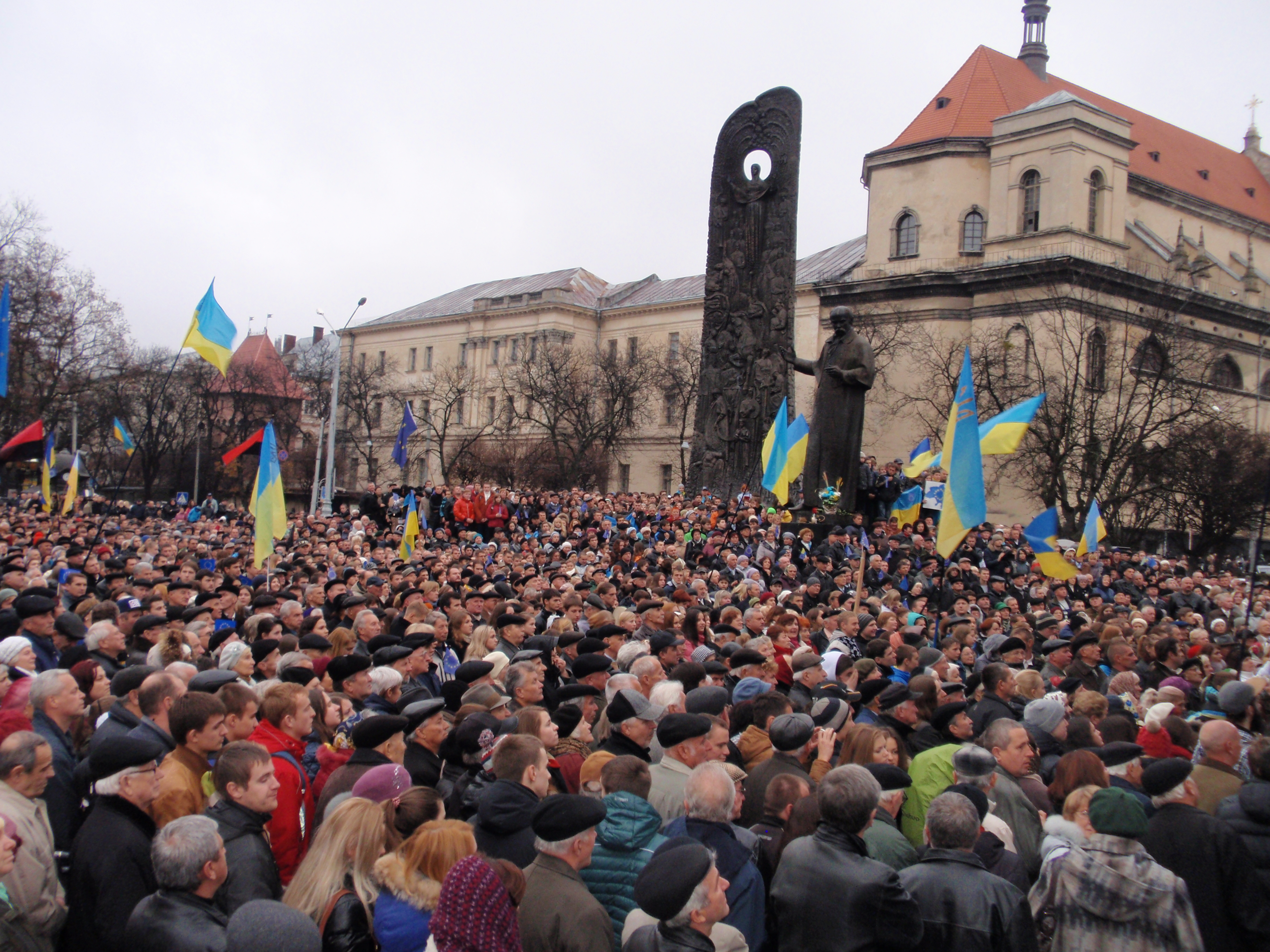
Euromaidán en Leópolis, 24 de noviembre de 2013.

El centro histórico de la ciudad fue declarado Patrimonio de la Humanidad por la Unesco en 1998. Los ciudadanos de Leópolis apoyaron firmemente a Víctor Yúshchenko durante las elecciones presidenciales de Ucrania de 2004 y desempeñaron un papel clave en la Revolución Naranja, cientos de miles de personas se reunieron en temperaturas heladas para manifestarse en el campamento contra la elección fraudulenta de Víktor Yanukovich. Actos de desobediencia civil obligaron a dimitir al jefe de la policía local y la asamblea local emitió una resolución negándose a aceptar los primeros resultados oficiales fraudulentos. El 13 de octubre de 2007 se inauguró en Leópolis un monumento a Stepán Bandera, uno de los ideólogos, practicantes y teóricos más radicales y destacados del movimiento nacionalista ucraniano.
En apoyo al Euromaidán, el comité ejecutivo de Leópolis se declaró independiente del gobierno del presidente Víktor Yanukovich el 19 de febrero de 2014, el cual huiría del país más adelante. Los ciudadanos de Leópolis apoyaron a Petró Poroshenko durante las elecciones presidenciales de Ucrania de 2015 y 2019, el número de votos para Poroshenko se determinó en más del 90%.
Leópolis se considera el principal centro nacionalista de la nación ucraniana, además de ser importante para su cultura. Rusia bombardeó Leópolis en octubre de 2022.

## Gobierno y política

### Administración

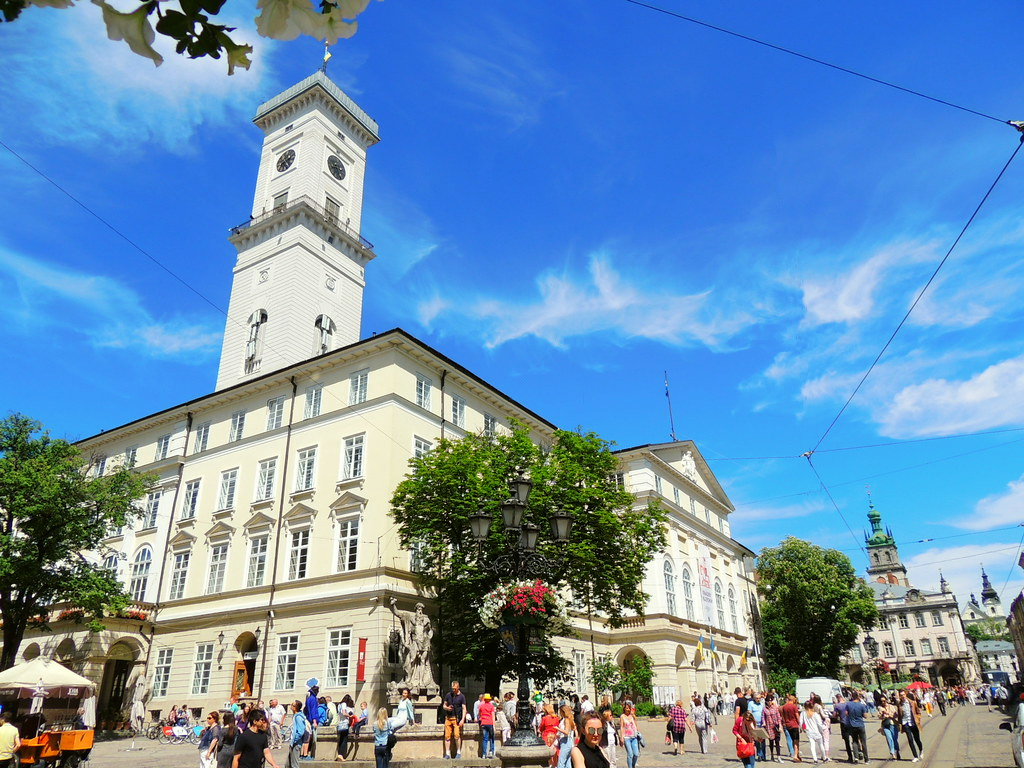
Ayuntamiento de Leópolis.

El Ayuntamiento incluye 90 diputados elegidos por elección popular cada cinco años. Desde 2015, siete fuerzas políticas han estado representadas en el Ayuntamiento de Leópolis: Unión Samopomich (24 diputados), Solidaridad europea (10 diputados), Svoboda (8 diputados), Posición cívica (7 diputados), el Movimiento Público de Control del Pueblo (6 diputados), UKROP (5 diputados) y el Partido Ucraniano de Galicia (4 diputados).
El poder ejecutivo está encabezado por el alcalde y el Comité Ejecutivo, que consta de seis miembros. Está subordinado a seis departamentos, cada uno responsable de un área específica de la vida urbana: planificación urbana, política económica, política financiera, política humanitaria, vivienda e infraestructura, así como el departamento de desarrollo. El séptimo departamento, la Oficina del Alcalde, proporciona coordinación para la rama ejecutiva de la ciudad. En cada distrito administrativo, la autoridad ejecutiva es la administración del distrito. No hay una única autoridad judicial en toda la ciudad, sino que hay seis tribunales de distrito cuya jurisdicción se extiende a los respectivos distritos administrativos de la ciudad. La ciudad está dividida en 56 estaciones de policía, que están subordinadas a la administración de la ciudad de Leópolis del Ministerio del Interior de Ucrania en la óblast de Leópolis.

### Organización territorial
Leópolis se divide administrativamente en raiones y las entidades sujetas a estas.
La base de la organización administrativa de la ciudad se formó en la segunda mitad del siglo XX con los siguientes raiones: raión de Lenin (actual raión de Galicia), raión de Shevchenko, raión de Lychakiv, raión Ferroviario y el raión de Frankó. En el año 2000, el raión de Syjiv se separó del raión de Galicia.
| Mapa | N.º                 | Raión                | Nombre en ucraniano   | Transliteración |
| ---- | ------------------- | -------------------- | --------------------- | --------------- |
|      | 1.                  | Raión de Galicia     | Галицький район       | Hálytskyi raión |
| 2.   | Raión de Shevchenko | Шевченківський район | Shevchénkivskyi raión |                 |
| 3.   | Raión de Lychakiv   | Личаківський район   | Lychákyvskyi raión    |                 |
| 4.   | Raión de Syjiv      | Сихівський район     | Sýjivskyi raión       |                 |
| 5.   | Raión de Frankó     | Франківський район   | Frankívskyi raión     |                 |
| 6.   | Raión ferroviario   | Залізничний район    | Zaliznýchnyi raión    |                 |

### Pedanías
Desde la reforma territorial de 2020, Leópolis es sede de un municipio urbano que incluye, además de la propia capital municipal, otras dos ciudades de menor tamaño (Výnnyky y Dubliany), dos asentamientos de tipo urbano (Briujóvychi y Rudne) y los siguientes quince pueblos:
- Velyki Hrybóvychi
- Volia-Homuletska
- Hriadá
- Zavádiv
- Zarudtsí
- Záshkiv
- Zbyranka
- Lýsynychi
- Málejiv
- Malí Hrybóvychi
- Malí Pidlisky
- Pidbirtsi
- Pidriasné
- Riasné-Ruske
- Sýtyjiv

En 2020, en el momento de su creación, el municipio tenía una población total de 783 065 habitantes, lo que significa que más de sesenta mil habitantes del término municipal vivían fuera de la propia ciudad de Leópolis.
Antes de la reforma territorial de 2020, la ciudad no tenía pedanías. No obstante, antes de existir el actual raión de Leópolis, el término municipal estaba constituido como una ciudad de importancia regional, por lo que el ayuntamiento estaba directamente subordinado a su óblast como una unidad equipada a un raión. En este contexto, Leópolis hacía funciones de raión para los ayuntamientos de la ciudad de Výnnyky y de los asentamientos de tipo urbano de Briujóvychi y Rudne.

## Geografía

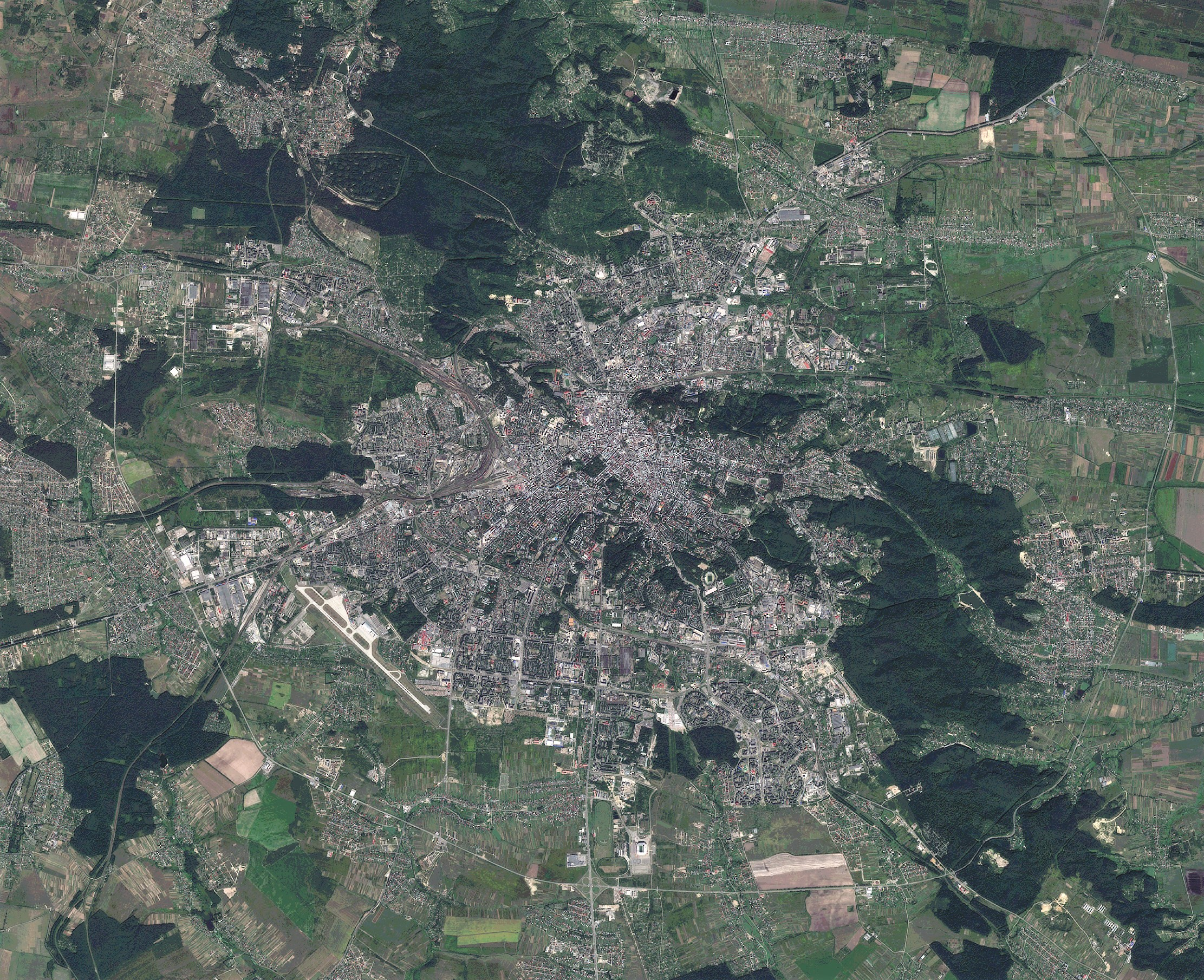
Imagen satelital de Leópolis (2017).

Leópolis se encuentra a unos 70 kilómetros de la frontera con Polonia y a 160 kilómetros de los montes Cárpatos. La altitud media de Leópolis es de 296 metros sobre el nivel del mar. Su punto más alto es el Castillo Alto, a 409 metros sobre el nivel del mar, este castillo tiene una gran vista del centro histórico de la ciudad. La antigua ciudad amurallada estaba a orillas del río Poltva, en el siglo xiii, el río se utilizó para transportar mercancías. A principios del siglo XX, el río Poltva se cubrió en las áreas por donde fluye a través de la ciudad; el río fluye directamente debajo de la calle central de Leópolis, en la Avenida de la Libertad (Prospekt Svobody) y el Teatro de Ópera y Ballet.

### Clima
Según la clasificación climática de Köppen, Leópolis tiene un clima continental húmedo (Dfb) con inviernos fríos y veranos cálidos. Las temperaturas medias son −3 °C en enero y 18 °C en julio. La precipitación media anual es de 745 mm con la máxima en verano. La duración media de sol al año en Leópolis es de unas 1804 horas.
| Parámetros climáticos promedio de Leópolis (1991–2020, extremas 1936–presente)     | Parámetros climáticos promedio de Leópolis (1991–2020, extremas 1936–presente) | Parámetros climáticos promedio de Leópolis (1991–2020, extremas 1936–presente) | Parámetros climáticos promedio de Leópolis (1991–2020, extremas 1936–presente) | Parámetros climáticos promedio de Leópolis (1991–2020, extremas 1936–presente) | Parámetros climáticos promedio de Leópolis (1991–2020, extremas 1936–presente) | Parámetros climáticos promedio de Leópolis (1991–2020, extremas 1936–presente) | Parámetros climáticos promedio de Leópolis (1991–2020, extremas 1936–presente) | Parámetros climáticos promedio de Leópolis (1991–2020, extremas 1936–presente) | Parámetros climáticos promedio de Leópolis (1991–2020, extremas 1936–presente) | Parámetros climáticos promedio de Leópolis (1991–2020, extremas 1936–presente) | Parámetros climáticos promedio de Leópolis (1991–2020, extremas 1936–presente) | Parámetros climáticos promedio de Leópolis (1991–2020, extremas 1936–presente) | Parámetros climáticos promedio de Leópolis (1991–2020, extremas 1936–presente) |
| Mes                                                                                | Ene.                                                                           | Feb.                                                                           | Mar.                                                                           | Abr.                                                                           | May.                                                                           | Jun.                                                                           | Jul.                                                                           | Ago.                                                                           | Sep.                                                                           | Oct.                                                                           | Nov.                                                                           | Dic.                                                                           | Anual                                                                          |
| ---------------------------------------------------------------------------------- | ------------------------------------------------------------------------------ | ------------------------------------------------------------------------------ | ------------------------------------------------------------------------------ | ------------------------------------------------------------------------------ | ------------------------------------------------------------------------------ | ------------------------------------------------------------------------------ | ------------------------------------------------------------------------------ | ------------------------------------------------------------------------------ | ------------------------------------------------------------------------------ | ------------------------------------------------------------------------------ | ------------------------------------------------------------------------------ | ------------------------------------------------------------------------------ | ------------------------------------------------------------------------------ |
| Temp. máx. abs. (°C)                                                               | 13.8                                                                           | 17.7                                                                           | 22.4                                                                           | 28.9                                                                           | 32.2                                                                           | 33.4                                                                           | 36.3                                                                           | 35.6                                                                           | 34.5                                                                           | 25.6                                                                           | 21.6                                                                           | 16.5                                                                           | 36.3                                                                           |
| Temp. máx. media (°C)                                                              | 0.2                                                                            | 2.0                                                                            | 7.0                                                                            | 14.5                                                                           | 19.5                                                                           | 23.0                                                                           | 24.7                                                                           | 24.5                                                                           | 19.0                                                                           | 13.2                                                                           | 6.8                                                                            | 1.5                                                                            | 13.0                                                                           |
| Temp. media (°C)                                                                   | -2.7                                                                           | -1.5                                                                           | 2.5                                                                            | 9.0                                                                            | 13.8                                                                           | 17.3                                                                           | 19.0                                                                           | 18.5                                                                           | 13.5                                                                           | 8.4                                                                            | 3.3                                                                            | -1.3                                                                           | 8.3                                                                            |
| Temp. mín. media (°C)                                                              | -5.7                                                                           | -4.8                                                                           | -1.4                                                                           | 3.8                                                                            | 8.4                                                                            | 12.0                                                                           | 13.7                                                                           | 13.2                                                                           | 8.7                                                                            | 4.4                                                                            | 0.4                                                                            | -4.1                                                                           | 4.1                                                                            |
| Temp. mín. abs. (°C)                                                               | -28.5                                                                          | -29.5                                                                          | -25.0                                                                          | -12.1                                                                          | -5.0                                                                           | 0.5                                                                            | 4.5                                                                            | 2.6                                                                            | -3.0                                                                           | -13.2                                                                          | -17.6                                                                          | -25.6                                                                          | -29.5                                                                          |
| Precipitación total (mm)                                                           | 46                                                                             | 48                                                                             | 48                                                                             | 52                                                                             | 93                                                                             | 86                                                                             | 96                                                                             | 73                                                                             | 70                                                                             | 57                                                                             | 50                                                                             | 50                                                                             | 769                                                                            |
| Días de lluvias (≥ 1 mm)                                                           | 9                                                                              | 9                                                                              | 11                                                                             | 14                                                                             | 16                                                                             | 17                                                                             | 16                                                                             | 14                                                                             | 14                                                                             | 14                                                                             | 13                                                                             | 11                                                                             | 158                                                                            |
| Días de nevadas (≥ 1 mm)                                                           | 17                                                                             | 17                                                                             | 11                                                                             | 3                                                                              | 0.1                                                                            | 0                                                                              | 0                                                                              | 0                                                                              | 0                                                                              | 1                                                                              | 8                                                                              | 15                                                                             | 72                                                                             |
| Horas de sol                                                                       | 64                                                                             | 79                                                                             | 112                                                                            | 188                                                                            | 227                                                                            | 238                                                                            | 254                                                                            | 222                                                                            | 179                                                                            | 148                                                                            | 56                                                                             | 37                                                                             | 1804                                                                           |
| Humedad relativa (%)                                                               | 83.0                                                                           | 81.3                                                                           | 76.5                                                                           | 69.3                                                                           | 70.7                                                                           | 74.0                                                                           | 74.9                                                                           | 76.3                                                                           | 79.4                                                                           | 80.3                                                                           | 83.8                                                                           | 85.1                                                                           | 77.9                                                                           |
| Fuente n.º 1: Pogoda.ru.net, World Meteorological Organization (humedad 1981–2010) |                                                                                |                                                                                |                                                                                |                                                                                |                                                                                |                                                                                |                                                                                |                                                                                |                                                                                |                                                                                |                                                                                |                                                                                |                                                                                |
| Fuente n.º 2: NOAA (sol 1961–1990)                                                 |                                                                                |                                                                                |                                                                                |                                                                                |                                                                                |                                                                                |                                                                                |                                                                                |                                                                                |                                                                                |                                                                                |                                                                                |                                                                                |

## Demografía
Los residentes de Leópolis viven un promedio de 75 años, esta edad es 7 años más que la edad promedio en Ucrania y 8 años más que el promedio mundial (68 años). En 2010, la esperanza de vida media era de 71 años entre los hombres y 79,5 años para las mujeres. Las tasas de natalidad aumentaron constantemente entre 2001 y 2010, sin embargo, los efectos de la baja natalidad de los años de la década de los 90 se mantuvieron notorios a pesar de que aumentaron las tasas de natalidad, la población de jóvenes menores de 25 años es baja. En 2011, el 13,7% de la población de Leópolis estaba formada por jóvenes menores de 15 años y el 17,6% por personas de 60 años o más.
La población en 2021 es de 717 510 comparado con 1989 que era de 791 000 habitantes, reflejando así las crisis demográfica en Ucrania.
| Grupo étnico | 1900   | 1931   | 1950   | 1959   | 1979   | 1989   | 2001   |
| ------------ | ------ | ------ | ------ | ------ | ------ | ------ | ------ |
| Ucranianos   | 19.9 % | 15.9 % | 49.9 % | 60.0 % | 74.0 % | 79.1 % | 88.1 % |
| Rusos        | 0.0 %  | 0.2 %  | 31.2 % | 27.0 % | 19.3 % | 16.1 % | 8.9 %  |
| Judíos       | 26.5 % | 31.9 % | 6.4 %  | 6.0 %  | 2.7 %  | 1.6 %  | 0.3 %  |
| Polacos      | 49.4 % | 50.4 % | 10.3 % | 4.0 %  | 1.8 %  | 1.2 %  | 0.9 %  |

Según una encuesta realizada por el Instituto Republicano Internacional en abril-mayo de 2023, el 96 % de la población de la ciudad hablaba ucraniano en casa, y el 3 % hablaba ruso.

## Infraestructura

### Economía
Ya en el s. xvii Leópolis exportaba decenas de miles de grabados de alta calidad a Europa del Este y el Medio Oriente.
La ciudad es nudo de comunicaciones y núcleo industrial. En ella se fabrica material electrónico, automóviles, productos químicos, textiles y alimentos preparados. Leópolis es centro de conexión entre Ucrania y Europa, puesto que fue capital virreinal del imperio Austrohúngaro. Importante también en Leópolis es el turismo, ya que es una de las ciudades más visitadas de Ucrania por su estilo y su arquitectura; le favorece también el turismo de añoranza, en particular de los antiguos territorios de la coronas austrohúngara y polaca.
En Leópolis se está construyendo actualmente[¿cuándo?] el Eurotrén, que tiene una importancia particular en el contexto de la Eurocopa 2012, se considera la construcción de vías férreas entre Leópolis y la frontera polaca, para tener vías en conjunto y cuya anchura estará adaptada al estándar europeo (las vías férreas en los países de las ex repúblicas soviéticas tienen una anchura de 1520 mm, distinta a la de la mayor parte del resto de Europa, que emplea vías de ancho internacional de 1435 mm). La construcción de una vía férrea de 85 km de recorrido costará más de 500 millones de euros.[actualizar]

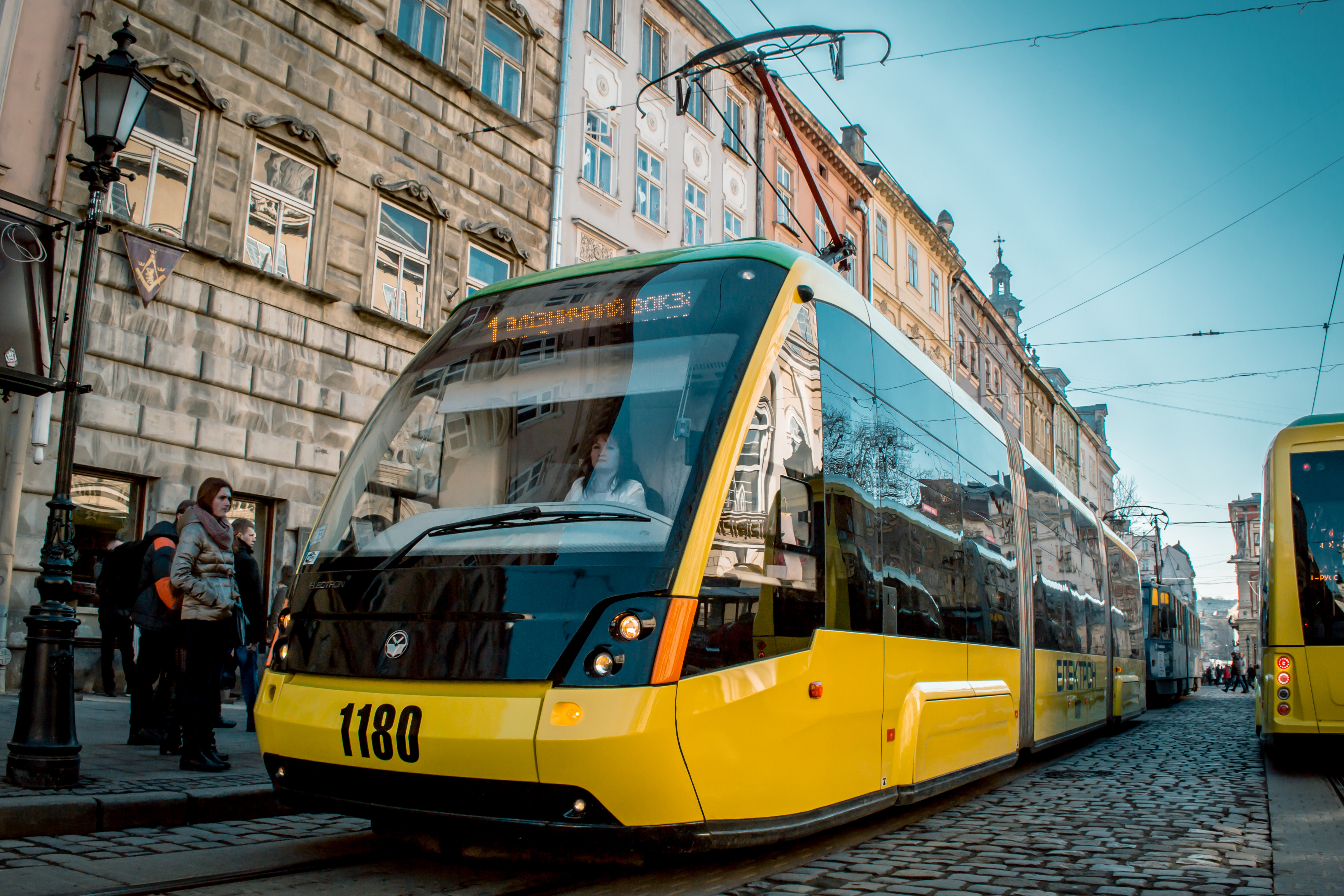
Tranvía electrón de fabricación local
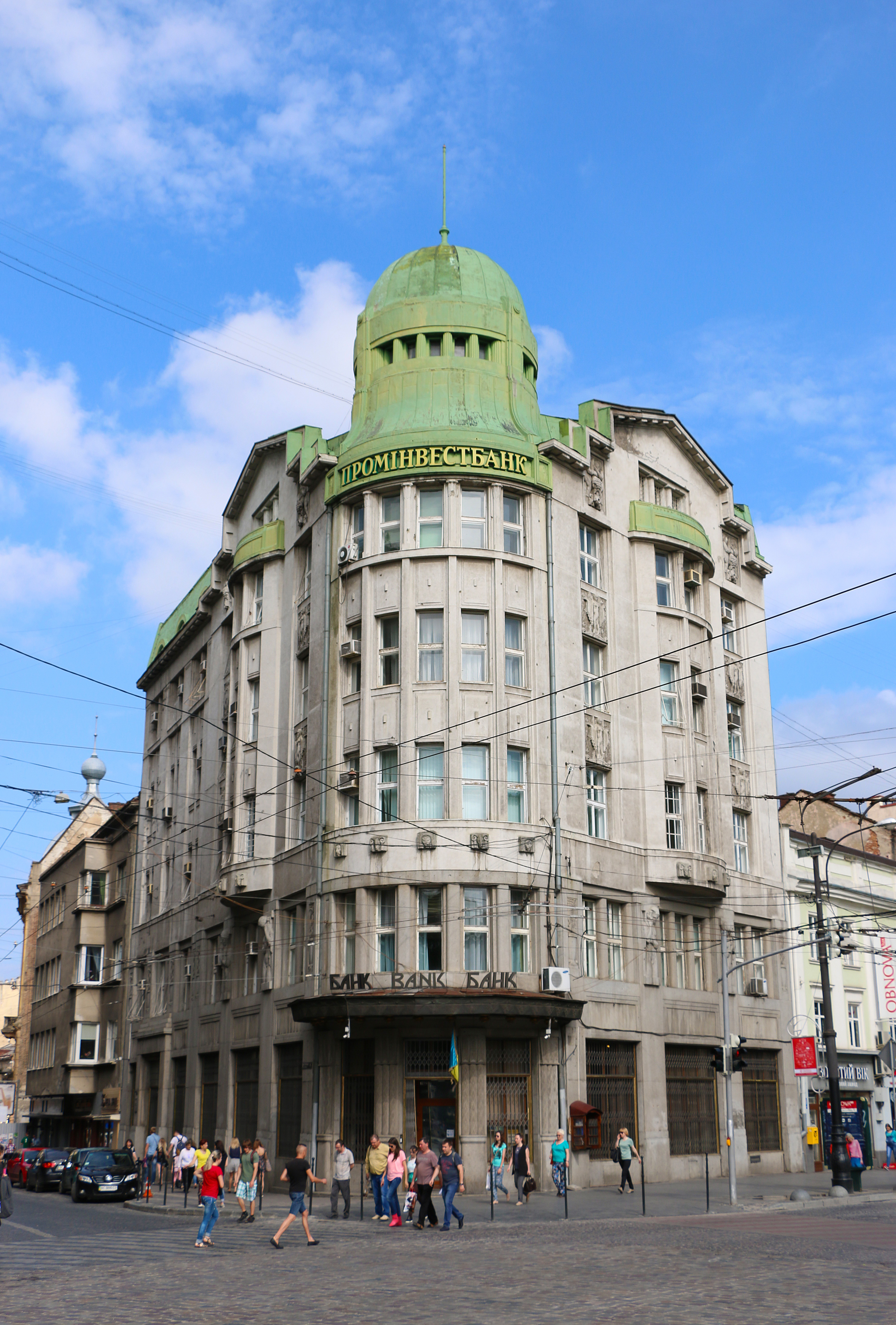
Banco principal de Leópolis
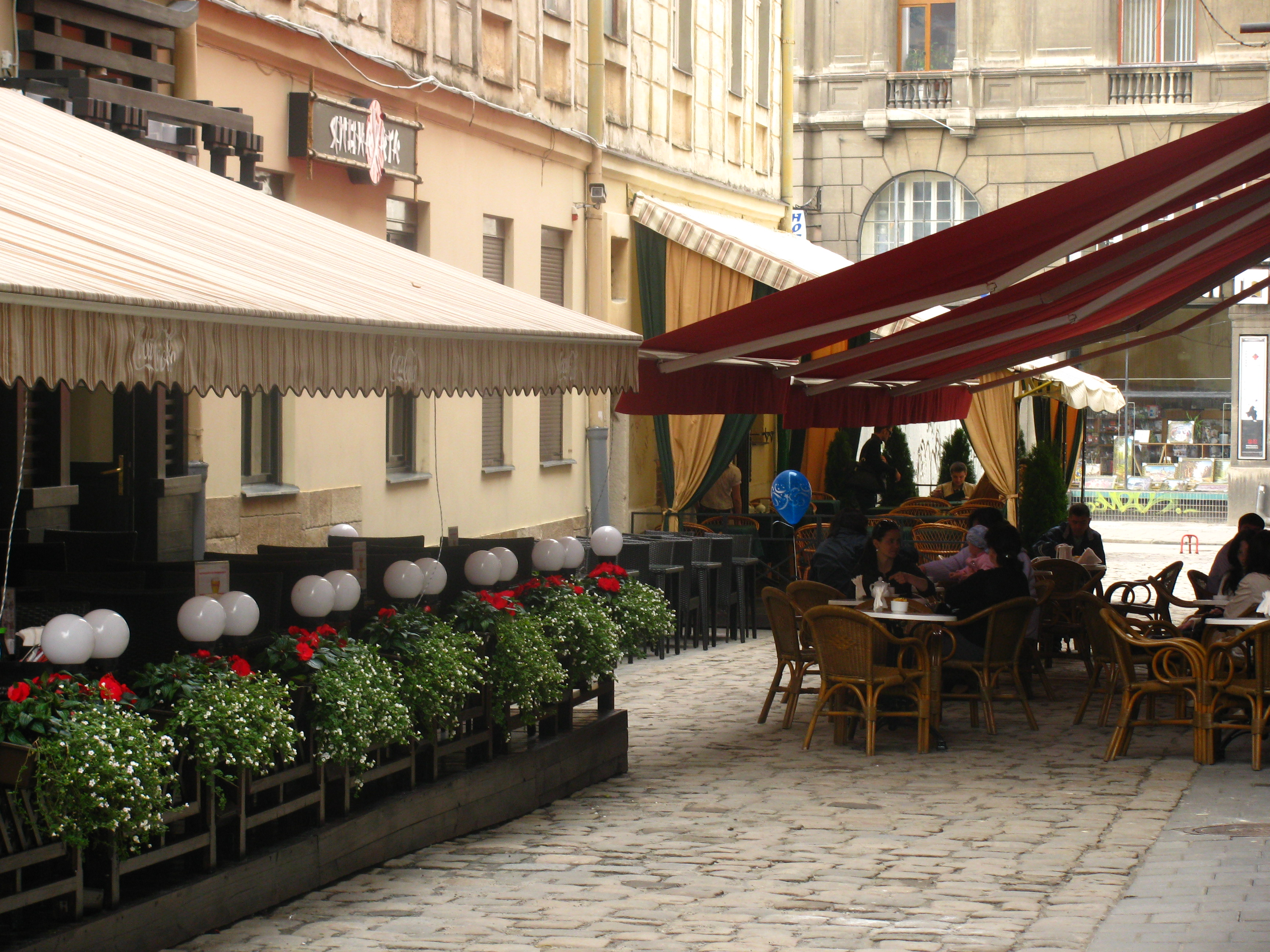
Terrazas de restaurantes en la calle Staroyevreska

### Educación
La Universidad Nacional Iván Frankó de Leópolis es la institución universitaria de la ciudad. La Universidad de Leópolis es la más antigua de Europa del Este (fundada en 1661) y una de las más prestigiosas. Personas como Kazimierz Twardowski (fundador de la Escuela de Leópolis-Varsovia), Stanisław Lem, Bruno Schulz, Rudolf Weigl o Stanisław Ulam han pasado por esta institución pública.

Leópolis es uno de los centros académicos más importantes de Ucrania. También es la sede de la Universidad Politécnica de Leópolis, que fue establecida en 1843.

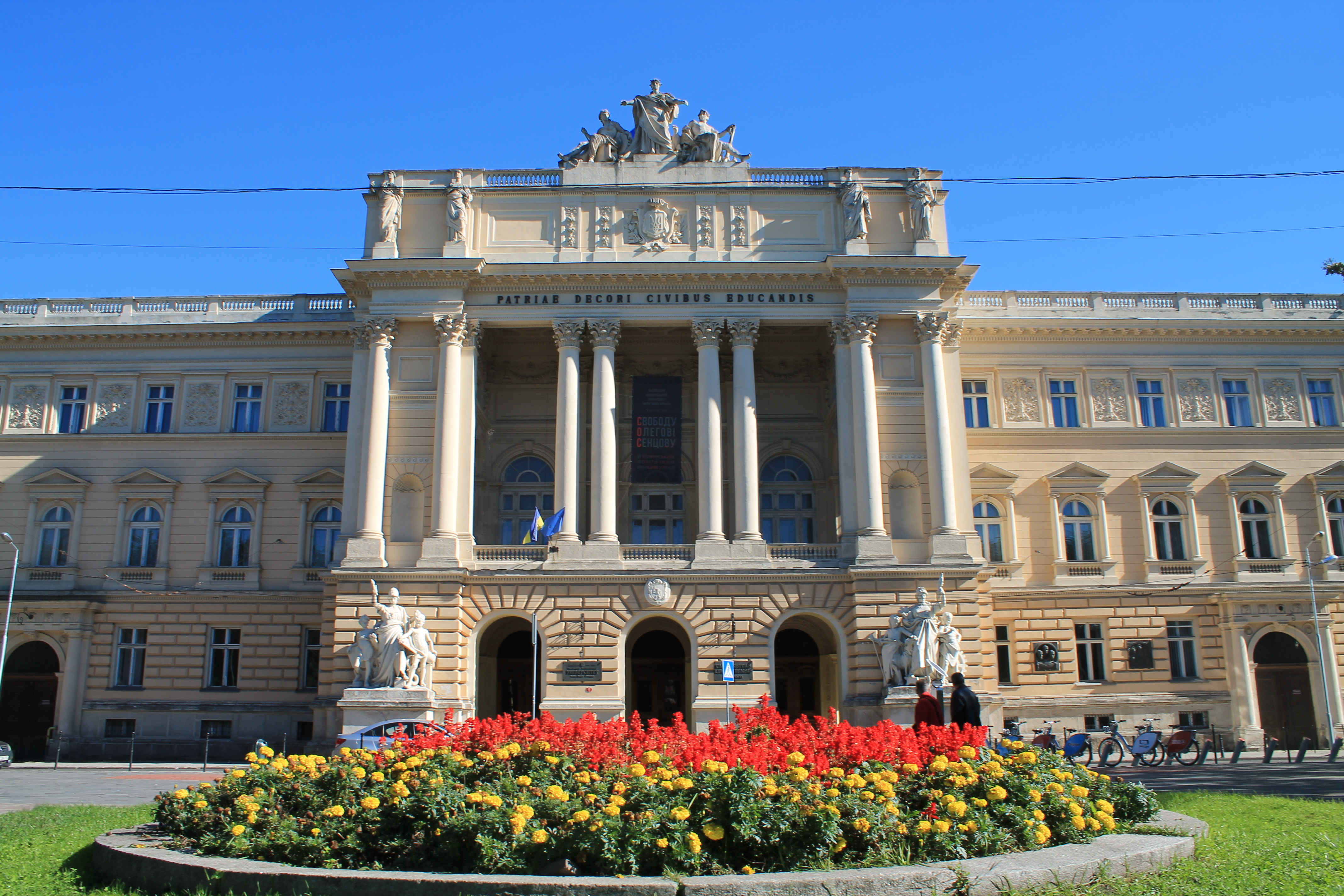
La universidad Iván Frankó
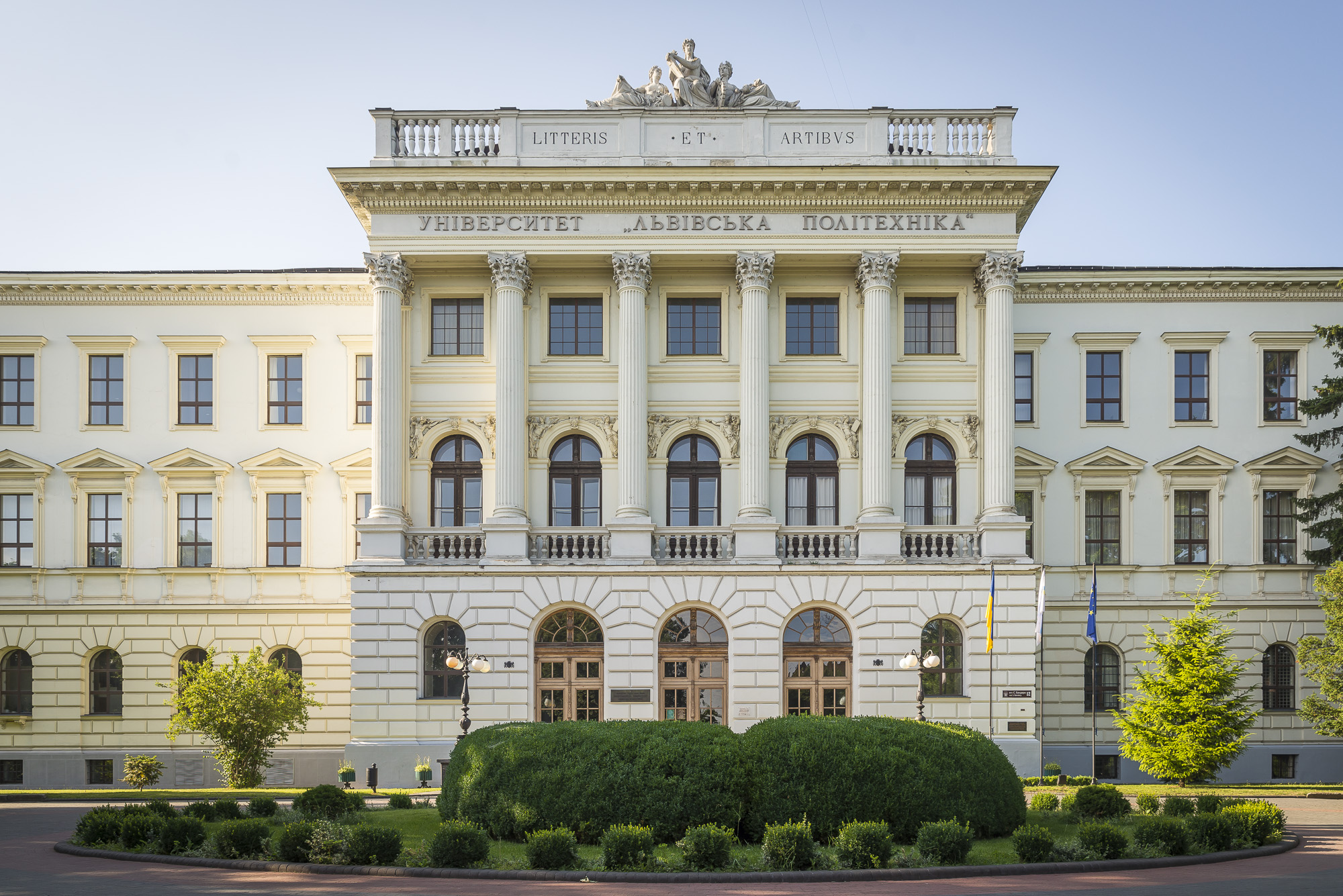
Universidad politécnica de Leópolis
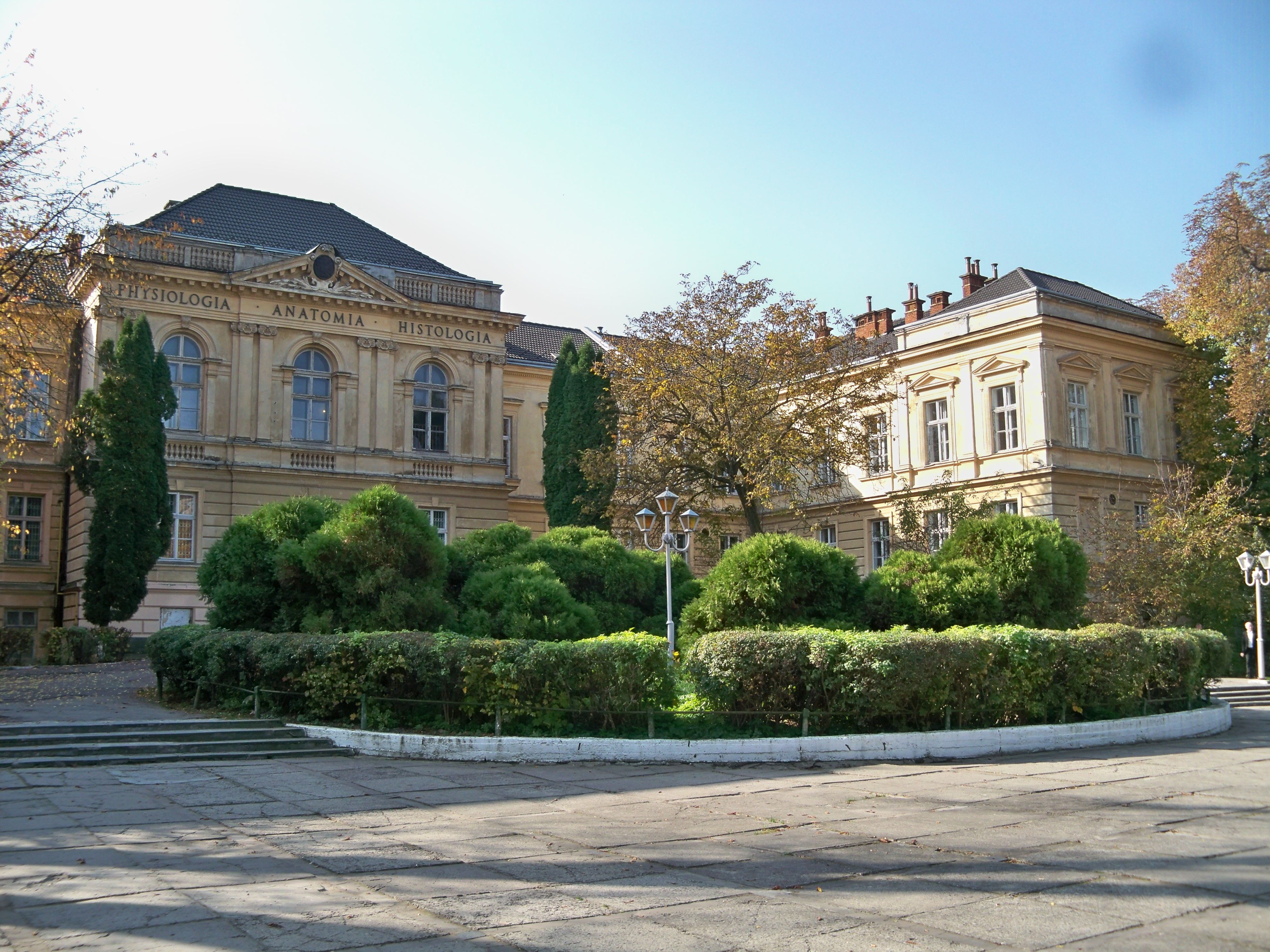
Universidad médica nacional de Leópolis
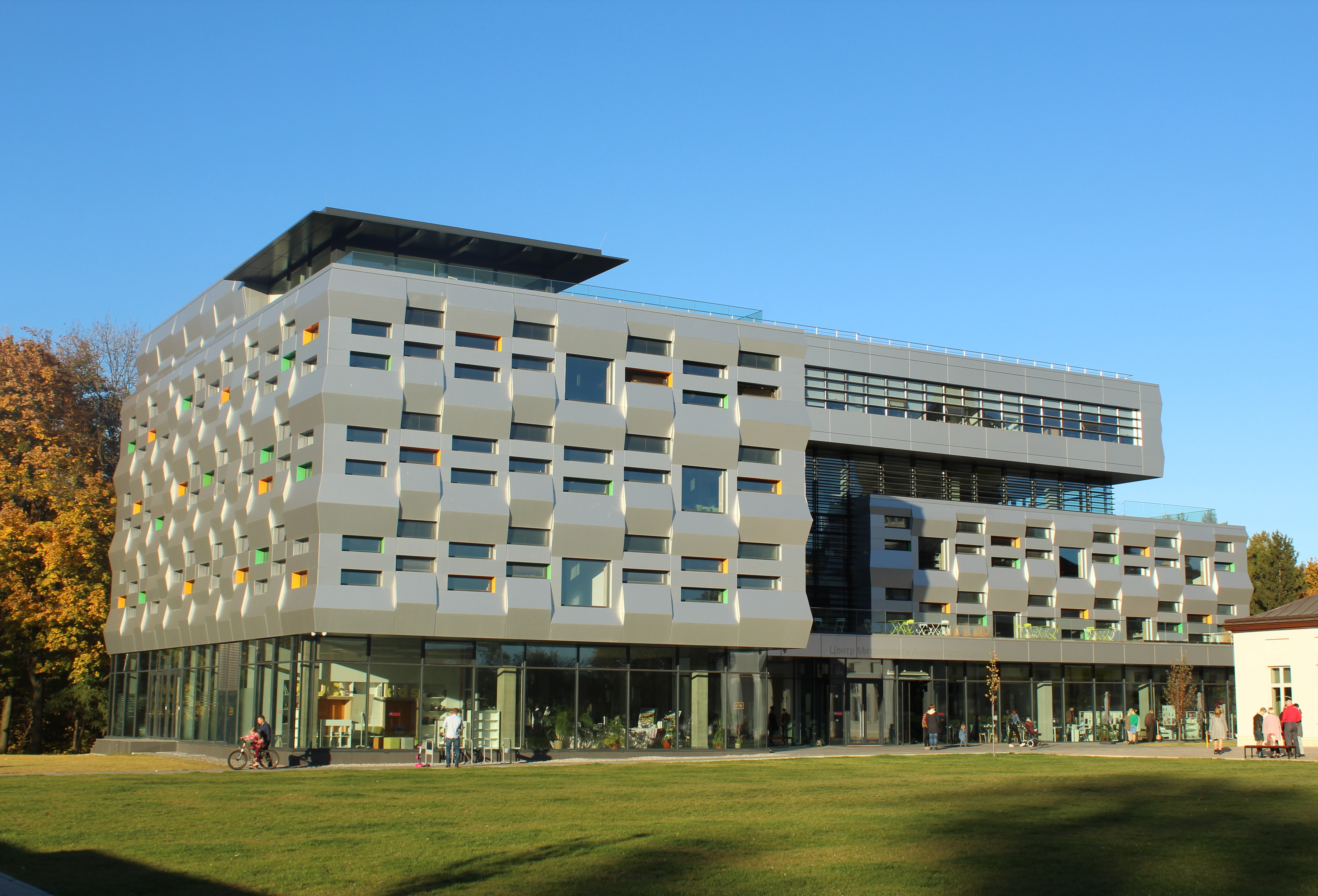
Universidad Católica

### Transporte
Las primeras líneas de tranvías a caballo en Leópolis se inauguraron el 5 de mayo de 1880, los tranvías eléctricos se introducirían más adelante en mayo de 1894 y en 1922 estos cambiaron el sentido de conducción al lado derecho. Tras la anexión de la ciudad por parte de la Unión Soviética, se cerraron varias líneas pero se conservó la mayor parte de la infraestructura. Las vías son de vía estrecha, algo inusual para la Unión Soviética, pero se explica por el hecho de que el sistema se construyó mientras la ciudad era parte del Imperio Austro-Húngaro y necesitaba recorrer estrechas calles históricas en el centro de la ciudad. El sistema de tranvías de Leópolis en la actualidad cuenta con 220 automóviles y 75 kilómetros de vías, muchas de estas se reconstruyeron alrededor de 2006. El precio en febrero de 2019 de un boleto era de 5 grivnas ucranianas.
Después de la Segunda Guerra Mundial, la ciudad creció rápidamente debido al regreso de los ciudadanos que habían sido evacuados y al vigoroso desarrollo de la industria pesada por parte del gobierno soviético, esto incluyó la transferencia de fábricas enteras de los Urales y otros territorios de la URSS. Las líneas de tranvía del centro de la ciudad fueron reemplazadas por trolebuses el 27 de noviembre de 1952. La red de autobuses públicos está representada por minibuses y autobuses estándar. El 1 de enero de 2013, la ciudad contaba con 52 rutas de autobuses públicos, el precio es de 7 grivnas independientemente de la distancia recorrida.

El Aeropuerto Internacional de Leópolis (IATA: LWO, OACI: UKLL) está ubicado en las afueras de la ciudad, a unos 6 km del centro. Los pasajeros tienen acceso a oficinas de cambio de divisas, almacenes de equipajes, cajeros automáticos, teléfonos, cafeterías, y un aparcamiento.

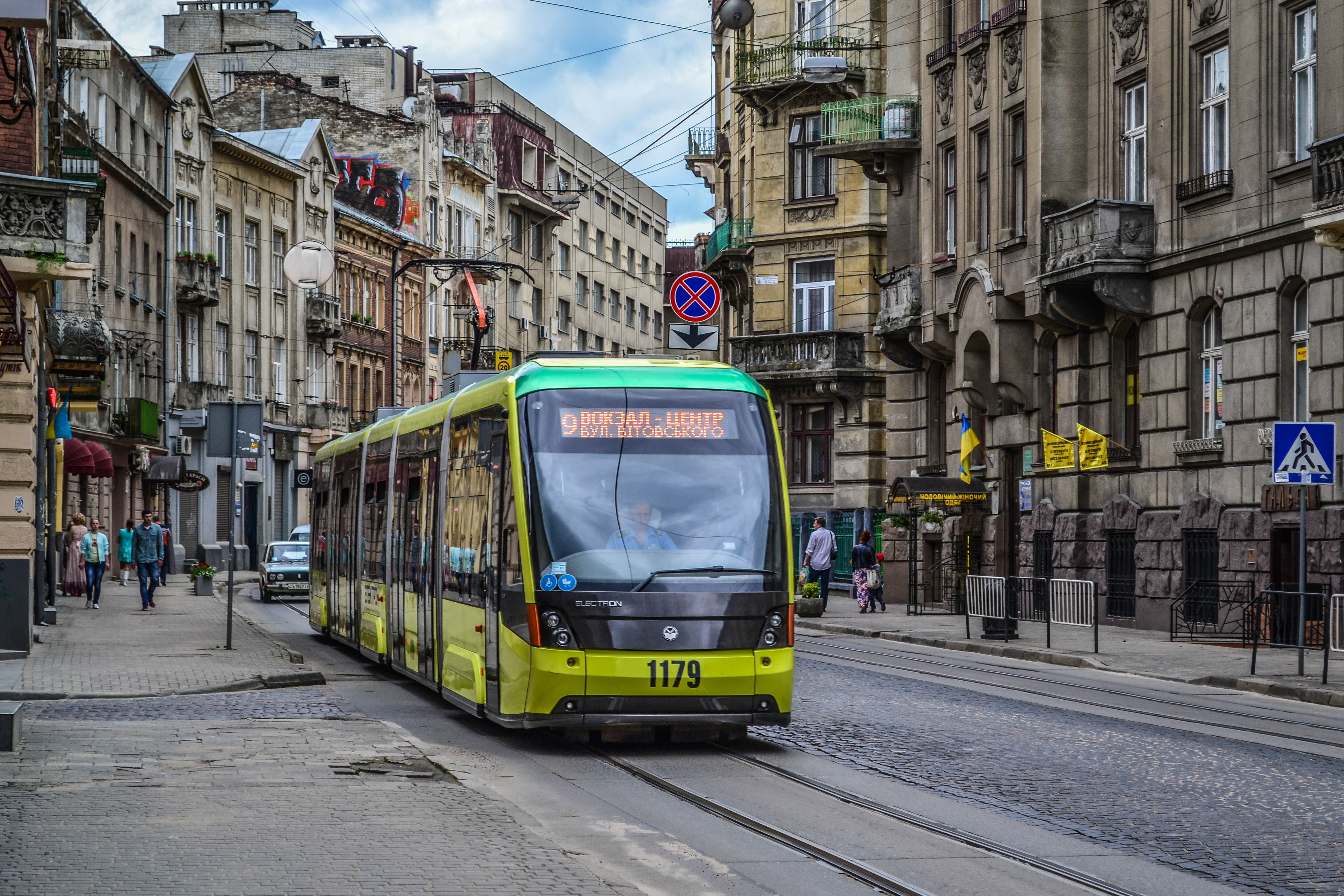
Tranvía en el centro de Leópolis
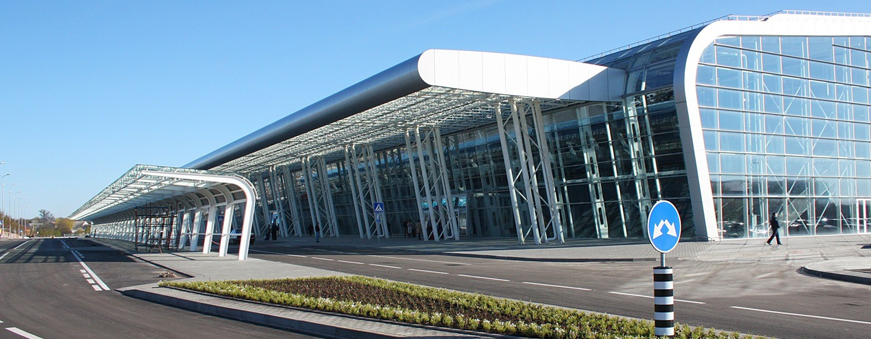
Aeropuerto internacional de Leópolis
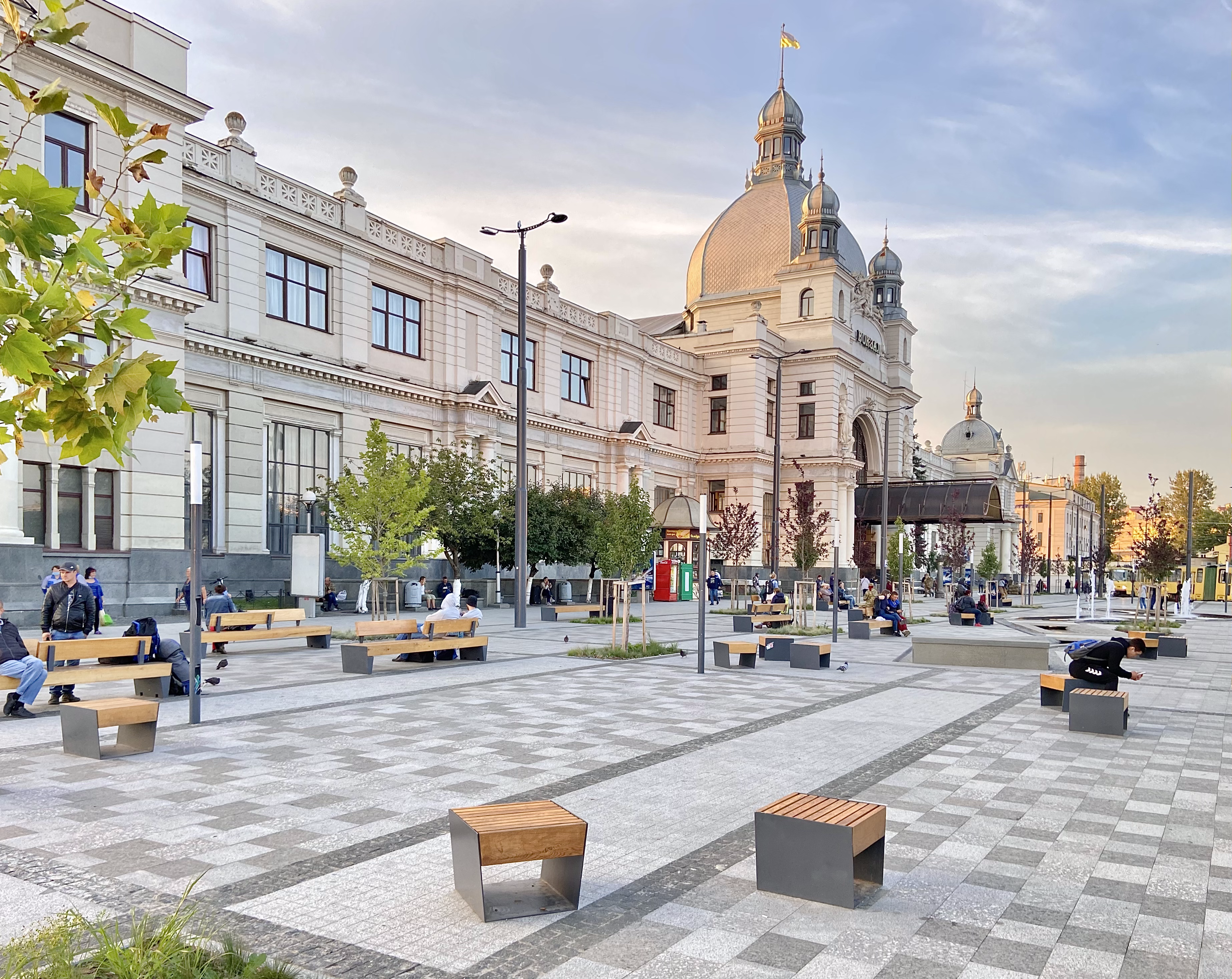
Estación central de tren de Leópolis

## Cultura
Leópolis ha sido un importante centro cultural durante mucho tiempo. Fue una de las ciudades más importantes en la República de las Dos Naciones.
En la ciudad se encuentra la Universidad de Iván Frankó (1661) y hay numerosos teatros y museos. Es sede del arzobispado católico, ortodoxo ucraniano y armenio, y posee dos iglesias del siglo XIV. Congregación de las Hermanas Benedictinas de Leópolis. En esta ciudad se escribió el libro escocés, una libreta con problemas matemáticos, bajo la supervisión de Stefan Banach.
Durante el periodo austrohúngaro, Leópolis era un centro cultural y editorial muy importante para las tierras de lengua ucraniana, la cual estaba reprimida en el Imperio ruso.
Leópolis es lugar de conexión entre Ucrania y Polonia, así se ha planteado desde que fue parte de la República de las Dos Naciones, Imperio austrohúngaro y de Polonia. Todas estas cuestiones han formado parte de Leópolis, tanto en su arquitectura como en su cultura europea; de hecho, Polonia y la Unión Europea en el s. xxi dedicaron "significativos montos" a restauración histórica en Leópolis.

### Arquitectura
El casco antiguo de Leópolis se incluyó en la lista del Patrimonio Mundial de la Unesco en 1998. En su inscripción se destaca la combinación perfecta de tradiciones arquitectónicas y artísticas de Europa central y oriental con influencias italianas, polacas, austríacas y alemanas. La importancia de la arquitectura de Leópolis se evidencia por el hecho de que más del cincuenta por ciento de los monumentos de Ucrania están en esta ciudad.
Las iglesias, los edificios y las reliquias históricas de Leópolis datan del siglo XIII hasta principios del siglo xx. En los últimos siglos, Leópolis se salvó de algunas de las invasiones y guerras que destruyeron otras ciudades ucranianas, por lo que su arquitectura refleja varios estilos y períodos europeos. Después de los incendios de 1527 y 1556, Leópolis perdió la mayoría de sus edificios de estilo gótico, pero conserva muchos edificios de estilo renacentista, barroco y clásico. Hay obras de artistas de la Secesión de Viena, Art Nouveau y Art Déco.

Los edificios tienen muchas esculturas e inscripciones de piedra, particularmente en las puertas grandes que tienen cientos de años. Los restos de antiguas iglesias destacan el paisaje urbano central. Algunos edificios de tres a cinco pisos tienen patios interiores ocultos y grutas en varios estados de reparación. Algunos cementerios son de interés: por ejemplo, el Cementerio Lychakivskiy, donde la élite polaca fue enterrada durante siglos. Dejando el área central, el estilo arquitectónico cambia radicalmente a medida que dominan los bloques de gran altura de la era soviética. En el centro de la ciudad, la era soviética se refleja principalmente en algunos monumentos y esculturas nacionales de estilo moderno.

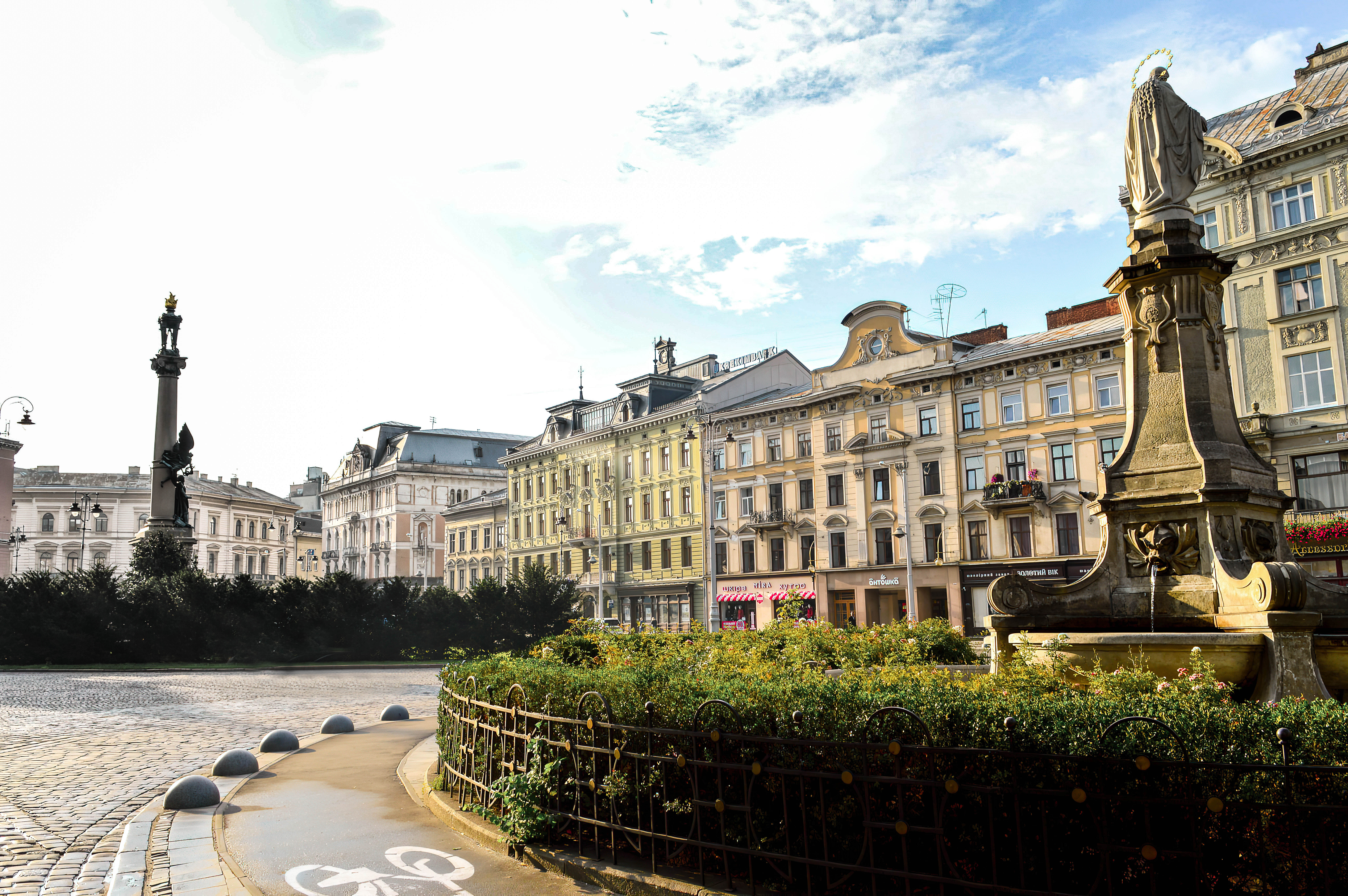
Monumento a Adam Mickiewicz
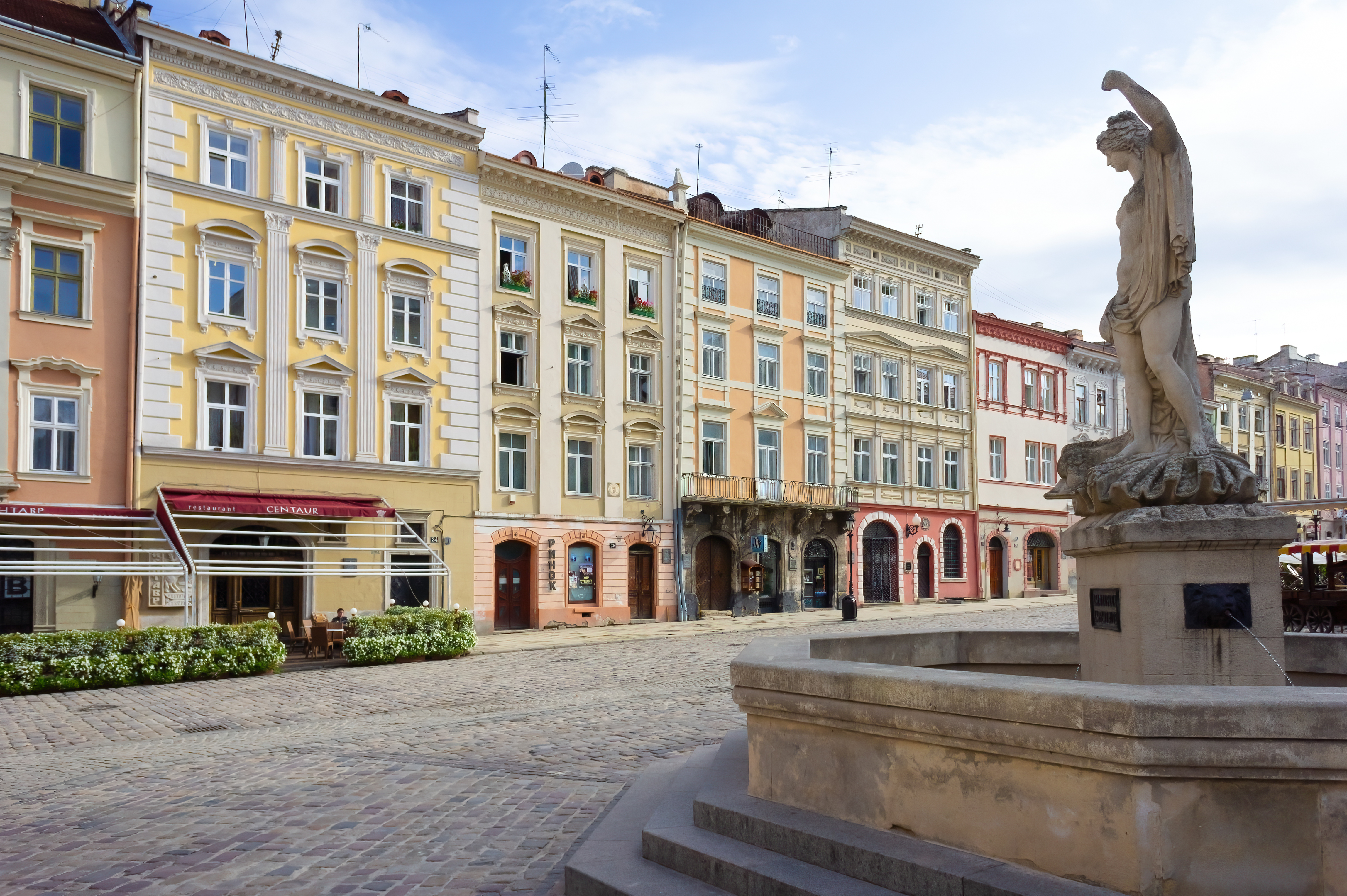
Plaza Rynok.
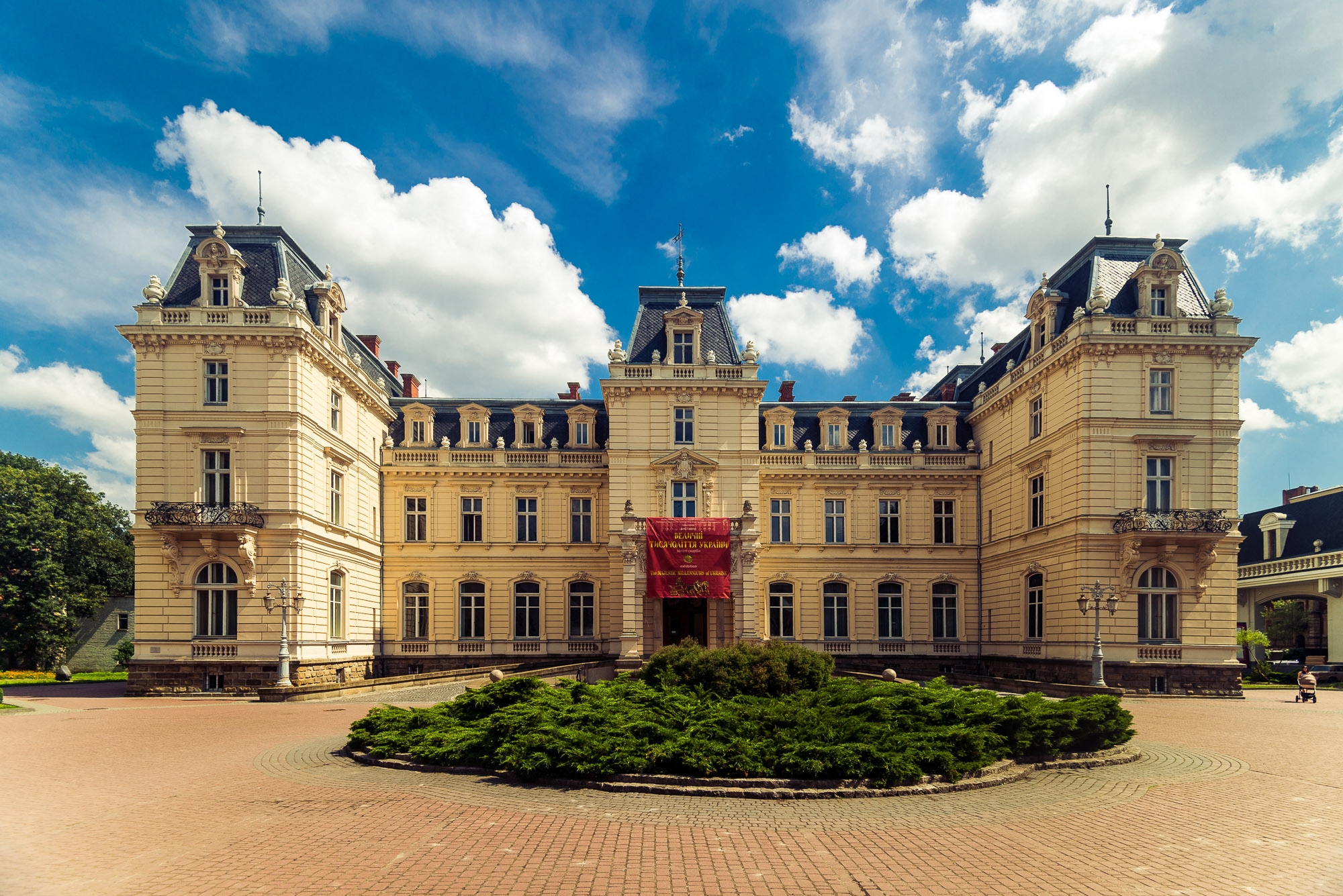
Palacio de Pototski
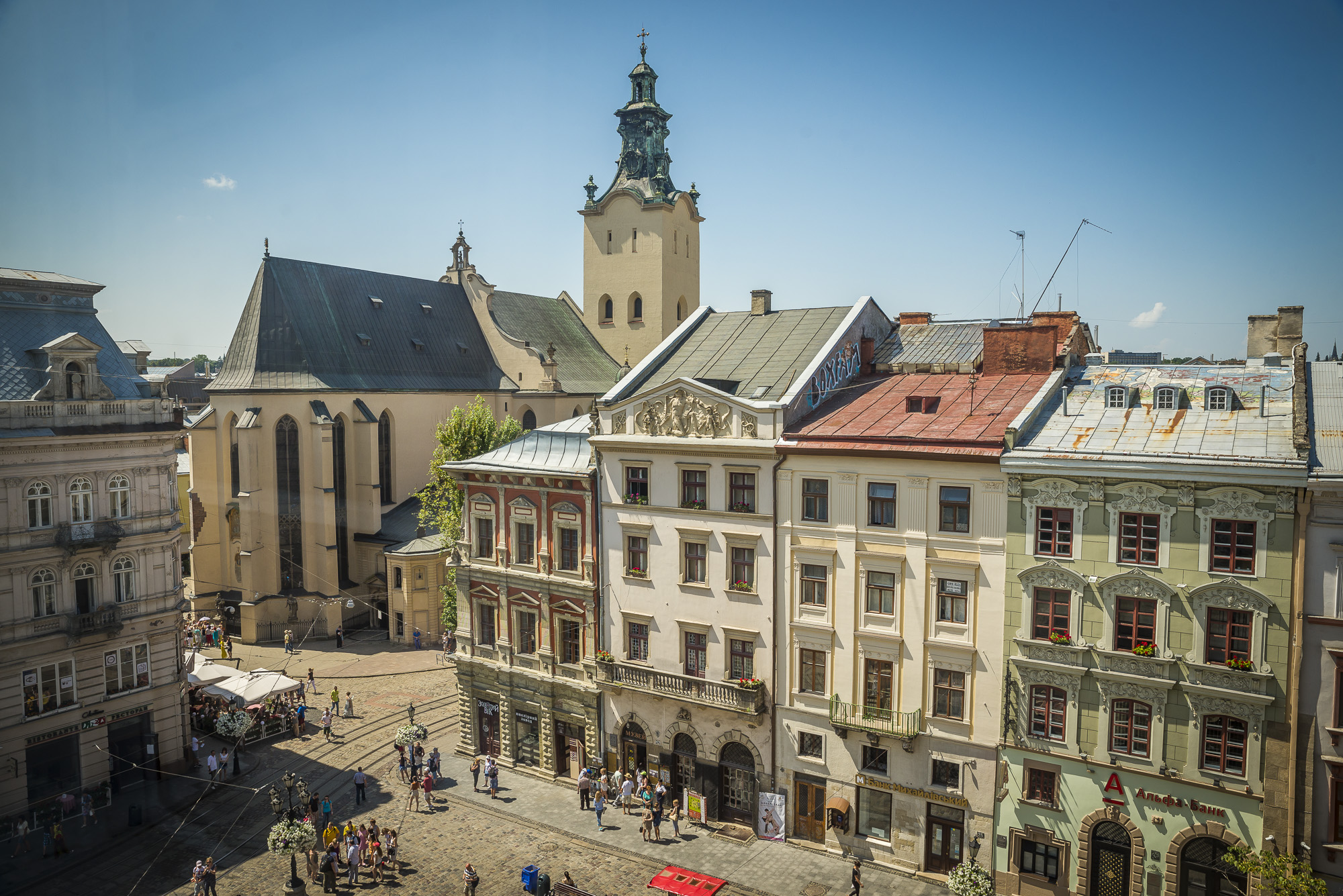
Basílica catedral de la Asunción de la Santísima Virgen María.
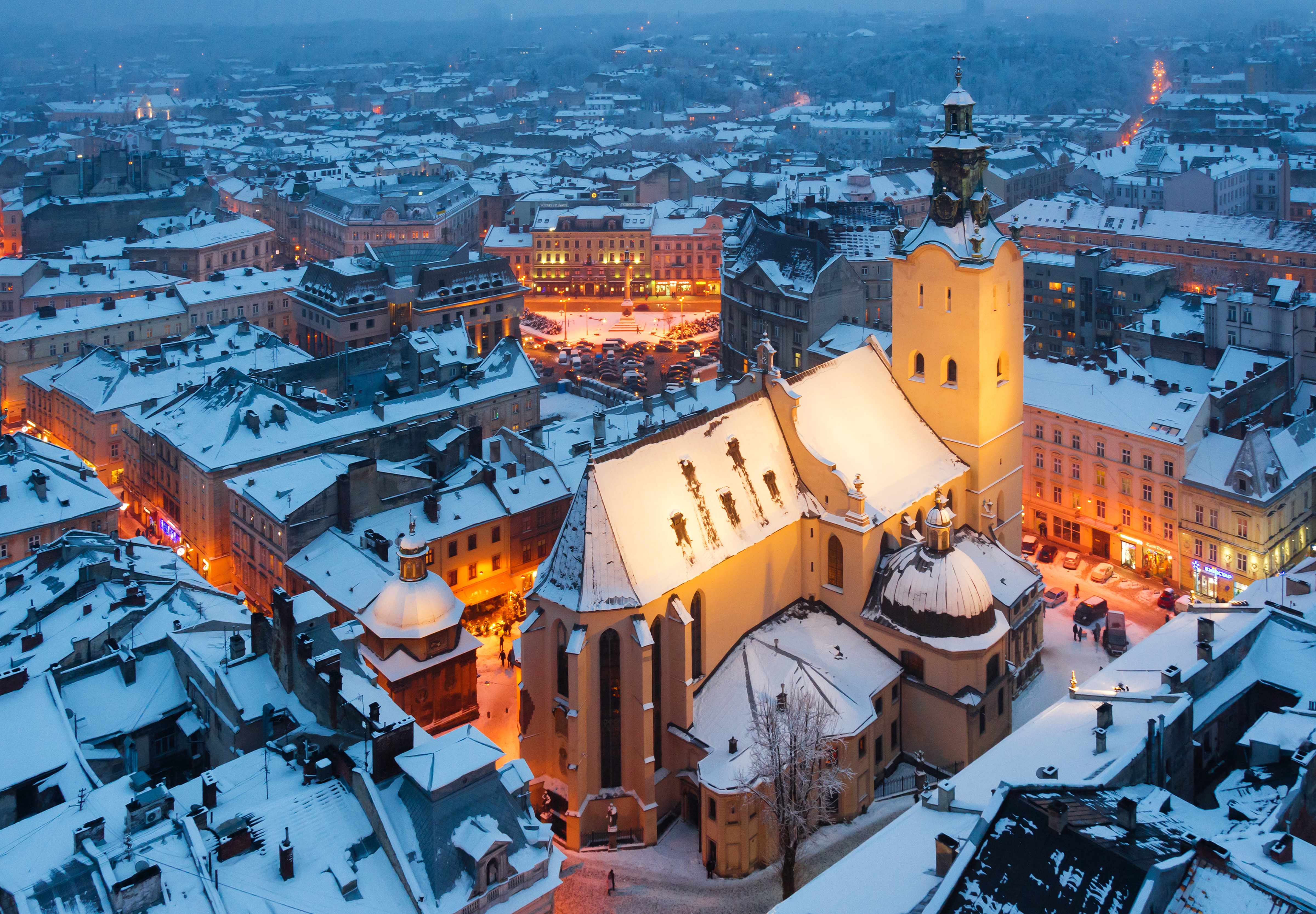
Vista aérea al centro de la ciudad.
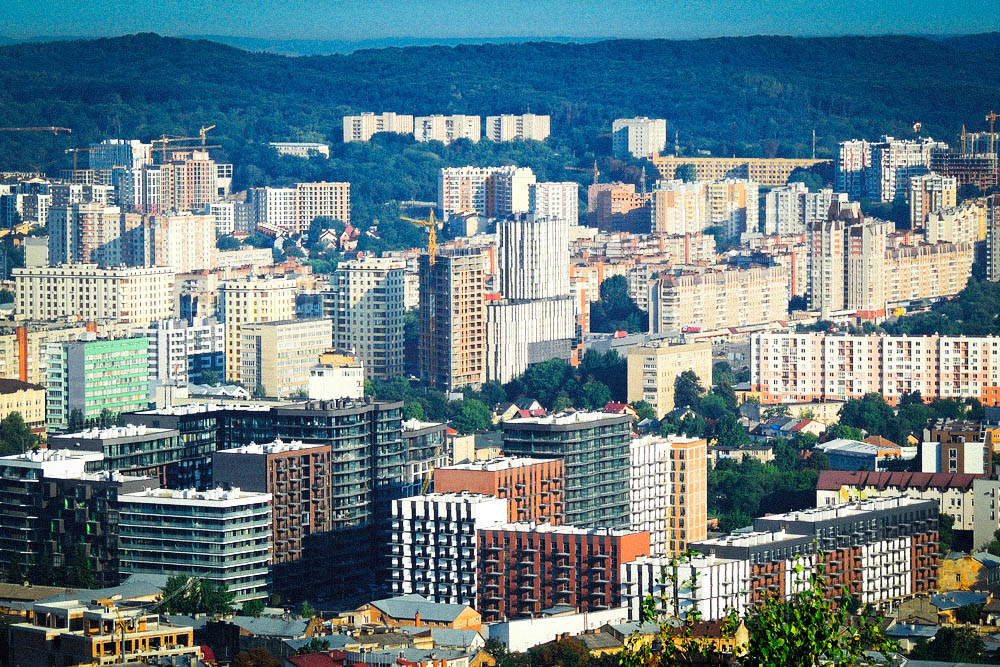
Arquitectura moderna mezclada con la arquitectura soviética.

### Religión
Antes de la Gran Guerra, y desde el s. xviii, era Leópolis sede obispal de tres Iglesias católicas: el arzobispo latino, el obispo uniata, y el arzobispo del rito armenio. En 1891 se celebró el Sínodo de Leópolis, convocado por el papa.

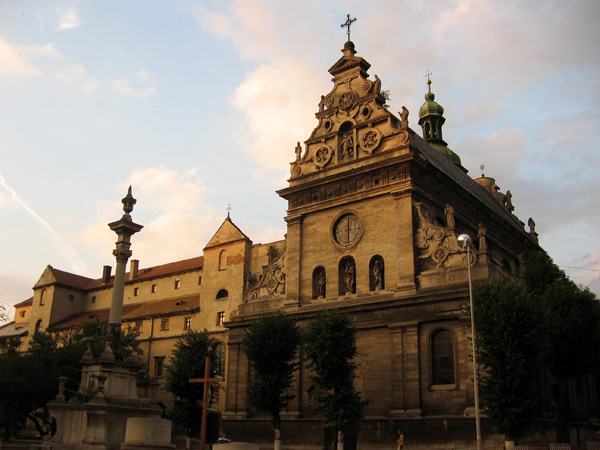
Iglesia católica y monasterio de bernardo.
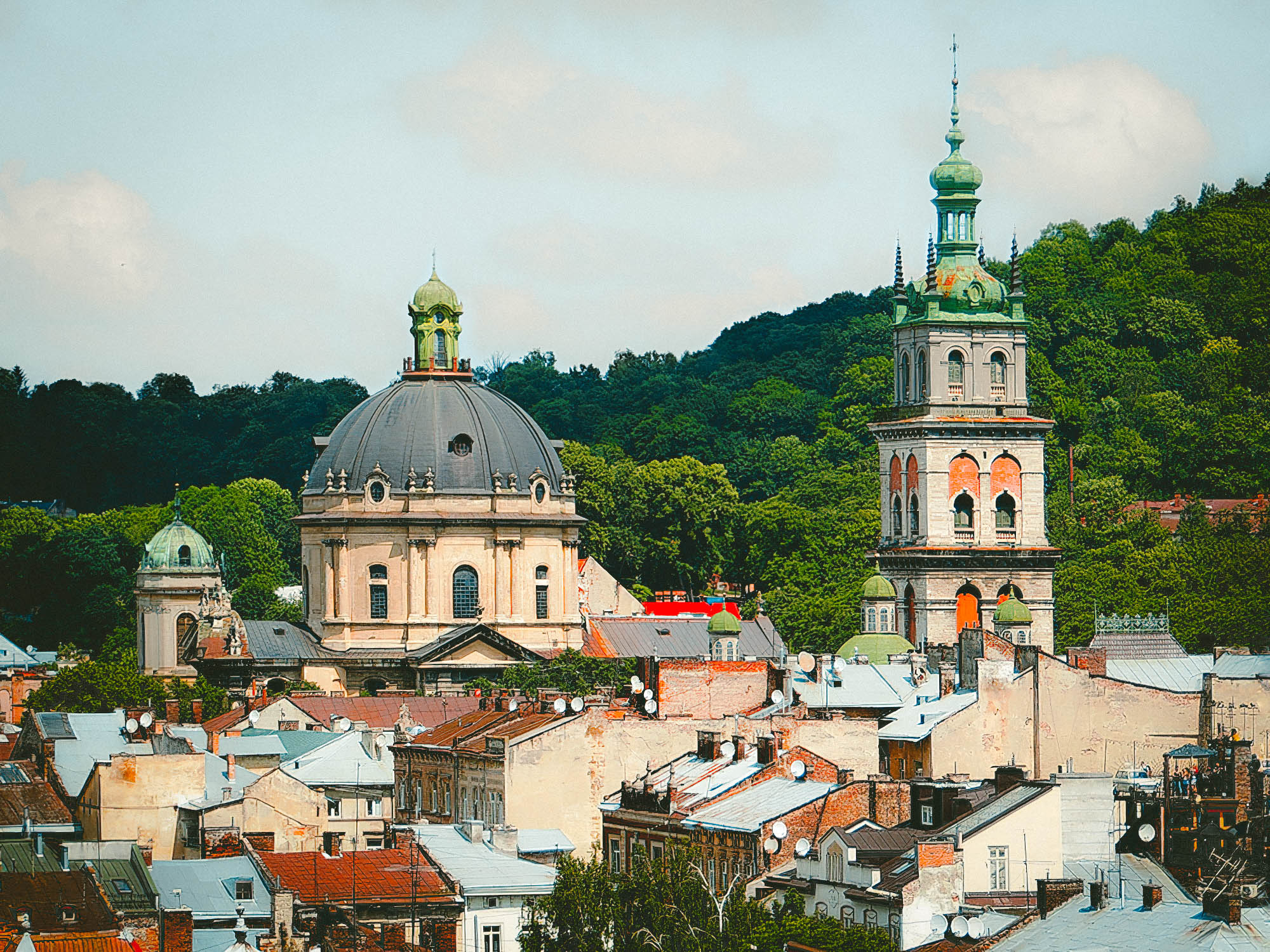
Iglesia de la asunción.
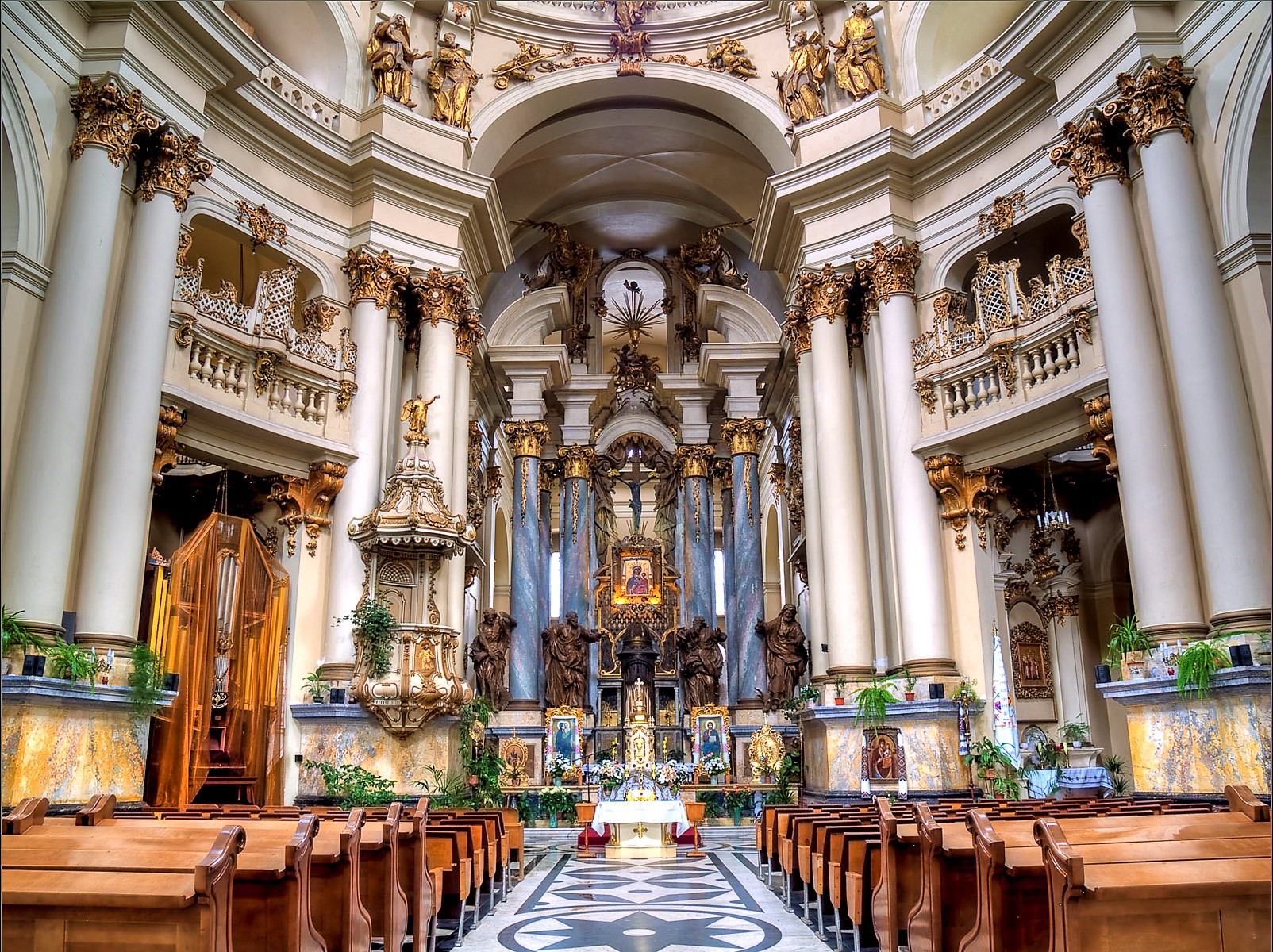
Interior de la catedral de los dominicos.
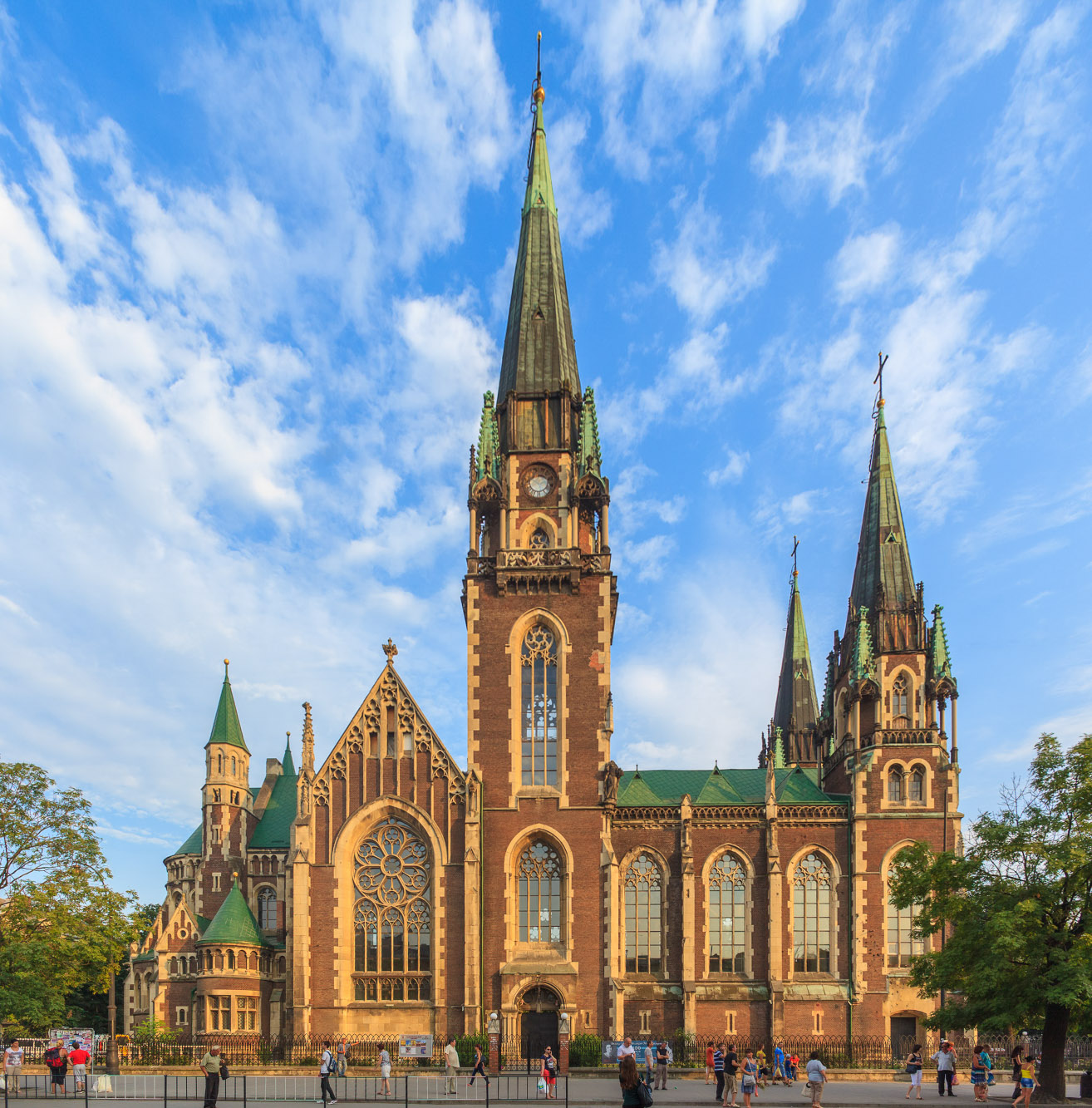
Iglesia de las Santas Olga e Isabel.
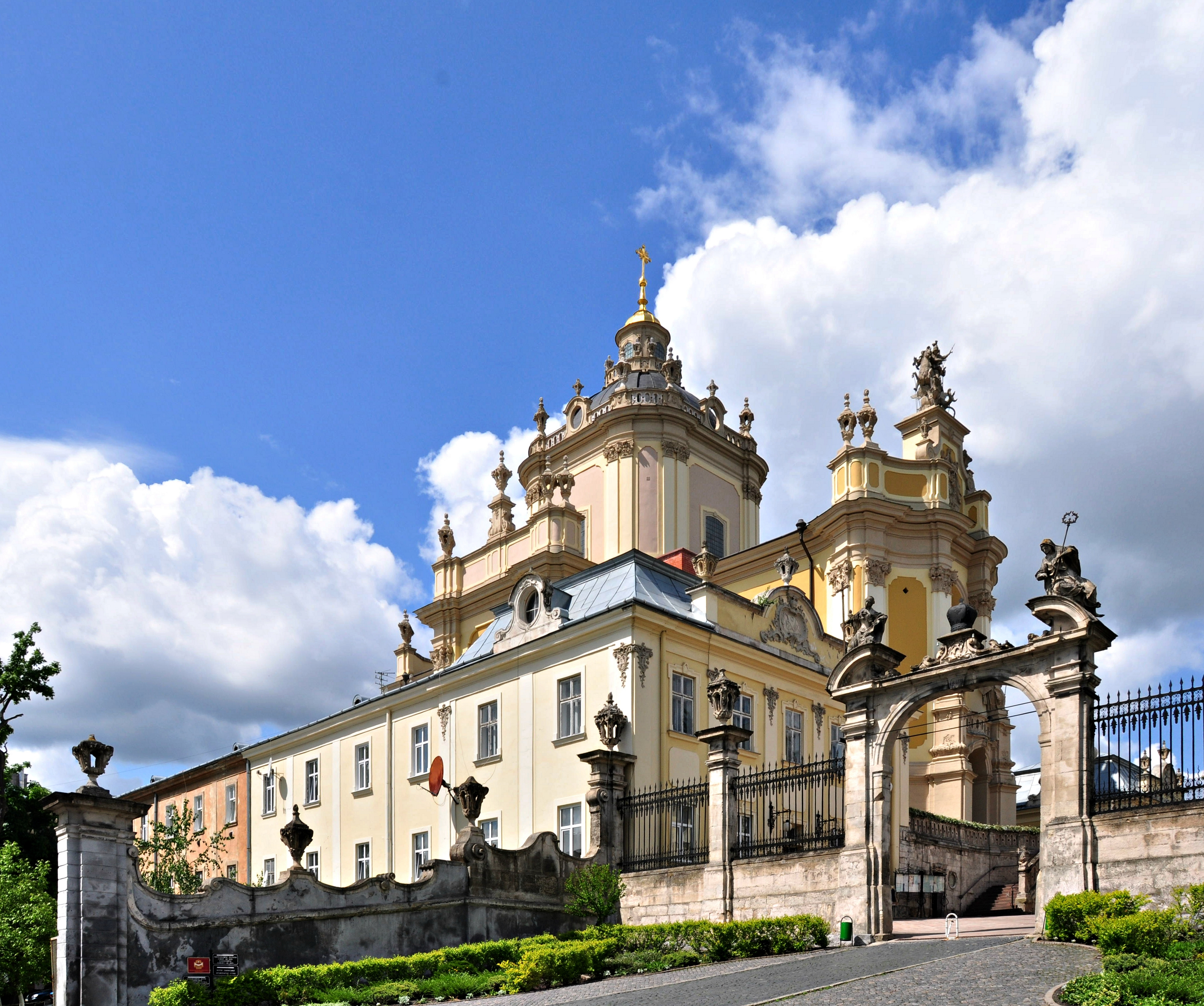
Catedral de San Jorge.
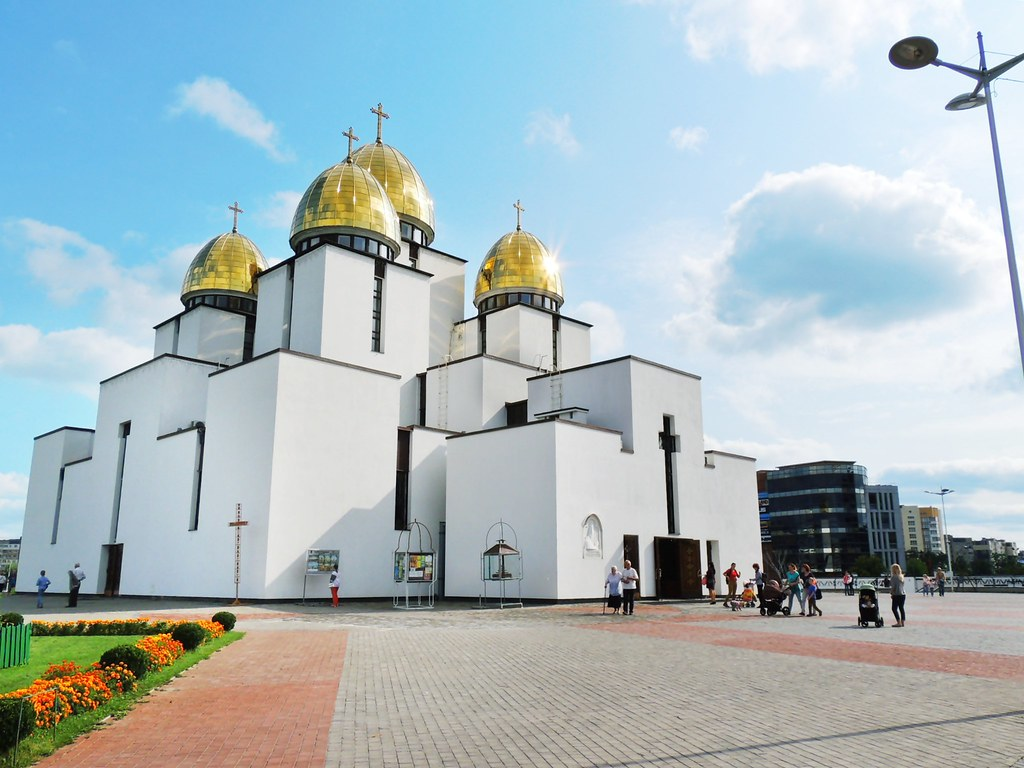
Iglesia de Syjiv, construida en 2001.

### Deporte
Leópolis fue sede de la Eurocopa 2012. Se suponía que sería también la sede del campeonato de Europa de Baloncesto de 2015, pero debido a la situación en el país, decidieron cancelarlo, a cambio, se ha dado prioridad para albergar el campeonato de Europa de 2017. El gobierno de Ucrania tenía la intención de nominar a Leópolis para los Juegos Olímpicos de Invierno de 2022, que finalmente se realizaron en Beijing.
| Deporte | Equipo          | Liga                    | Estadio         | Fundación |
| ------- | --------------- | ----------------------- | --------------- | --------- |
| Fútbol  | FC Lviv         | Liga Premier de Ucrania | SKA             | 1992      |
| Fútbol  | FC Karpaty Lviv | Liga Premier de Ucrania | Estadio Ukraina | 1963      |

### Ciudades hermanadas
Leópolis está hermanada con las siguientes ciudades:
| Ciudad y fecha de hermanamiento | Ciudad y fecha de hermanamiento | Ciudad y fecha de hermanamiento | Ciudad y fecha de hermanamiento | Ciudad y fecha de hermanamiento |
| ------------------------------- | ------------------------------- | ------------------------------- | ------------------------------- | ------------------------------- |
| Winnipeg                        | 1973                            |                                 | Breslavia                       | 2003                            |
| Friburgo de Brisgovia           | 1989                            | Lodz                            | 2003                            |                                 |
| Rochdale                        | 1992                            | Lublin                          | 2004                            |                                 |
| Rzeszów                         | 1992                            | Banja Luka                      | 2004                            |                                 |
| Budapest                        | 1993                            | Parma                           | 2013                            |                                 |
| Cracovia                        | 1995                            | Tiflis                          | 2013                            |                                 |
| Przemyśl                        | 1995                            | Vilna                           | 2014                            |                                 |
| Novi Sad                        | 1999                            | Plovdiv                         | 2016                            |                                 |
| Kutaisi                         | 2002                            | Chengdu                         | 2017                            |                                 |

Leópolis también tiene acuerdos de cooperación con las ciudades de Varsovia, Gdansk, Leipzig y Viena.